# Citadelle de Besançon
Pour les articles homonymes, voir Besançon (homonymie).
La citadelle de Besançon est une place forte surplombant la ville française de Besançon, préfecture du département du Doubs, en région Franche-Comté. Elle constitue l'un des chefs-d'œuvre de Vauban, architecte et ingénieur du roi Louis XIV. Elle s’étend sur 11 hectares au sommet du mont Saint-Étienne, à 130 mètres au-dessus du Doubs, et verrouille le méandre formé par la rivière, dans lequel s'est développé la ville dès l'Antiquité. Reconnue en tant que site classé dès 1924, elle fait l'objet d'un classement au titre des monuments historiques par trois arrêtés de 1942 et 1944, et figure depuis le 7 juillet 2008 sur la liste du patrimoine mondial de l'UNESCO au sein d'un ensemble de douzes fortifications représentatives du génie architectural de Vauban.
La première pierre de la citadelle est posée le 29 septembre 1668 alors que la ville est une possession de la Couronne d'Espagne. Le traité de Nimègue, signé le 10 août 1678, rattache définitivement Besançon et sa région au royaume de France. Louis XIV décide alors de faire de Besançon un des maillons essentiels du système de défense de l'Est de la France et confie à Vauban le soin de poursuivre la construction qui mobilise plusieurs centaines d’ouvriers. Son architecture intègre des bastions, courtines, fossés et corps de garde adaptés au relief escarpé du site. La citadelle sert principalement de garnison et de dépôt d’armes au XVIIIe siècle, puis de prison militaire au XIXe siècle, avant d’être le lieu d’exécutions de résistants pendant l’Occupation allemande entre 1941 et 1944.
La citadelle de Besançon est aujourd'hui le symbole de la ville et un haut-lieu du tourisme de Bourgogne-Franche-Comté, deuxième monument payant de la région quant à la fréquentation avec chaque année de 200 000 à 300 000 visiteurs (après les hospices de Beaune et devant le château de Guédelon) et c'est aussi le site le plus visité du Doubs et de la Franche-Comté. En plus de son cadre historique architectural et de sa situation géographique privilégiée, il abrite trois musées labellisés musées de France : le musée de la Résistance et de la Déportation, le Musée comtois et le Muséum qui est réparti selon cinq espaces : le jardin zoologique, l'aquarium, l'insectarium, le noctarium et le naturalium. Des espaces de restauration et une boutique sont présents sur le site.

## Situation

### Géographie

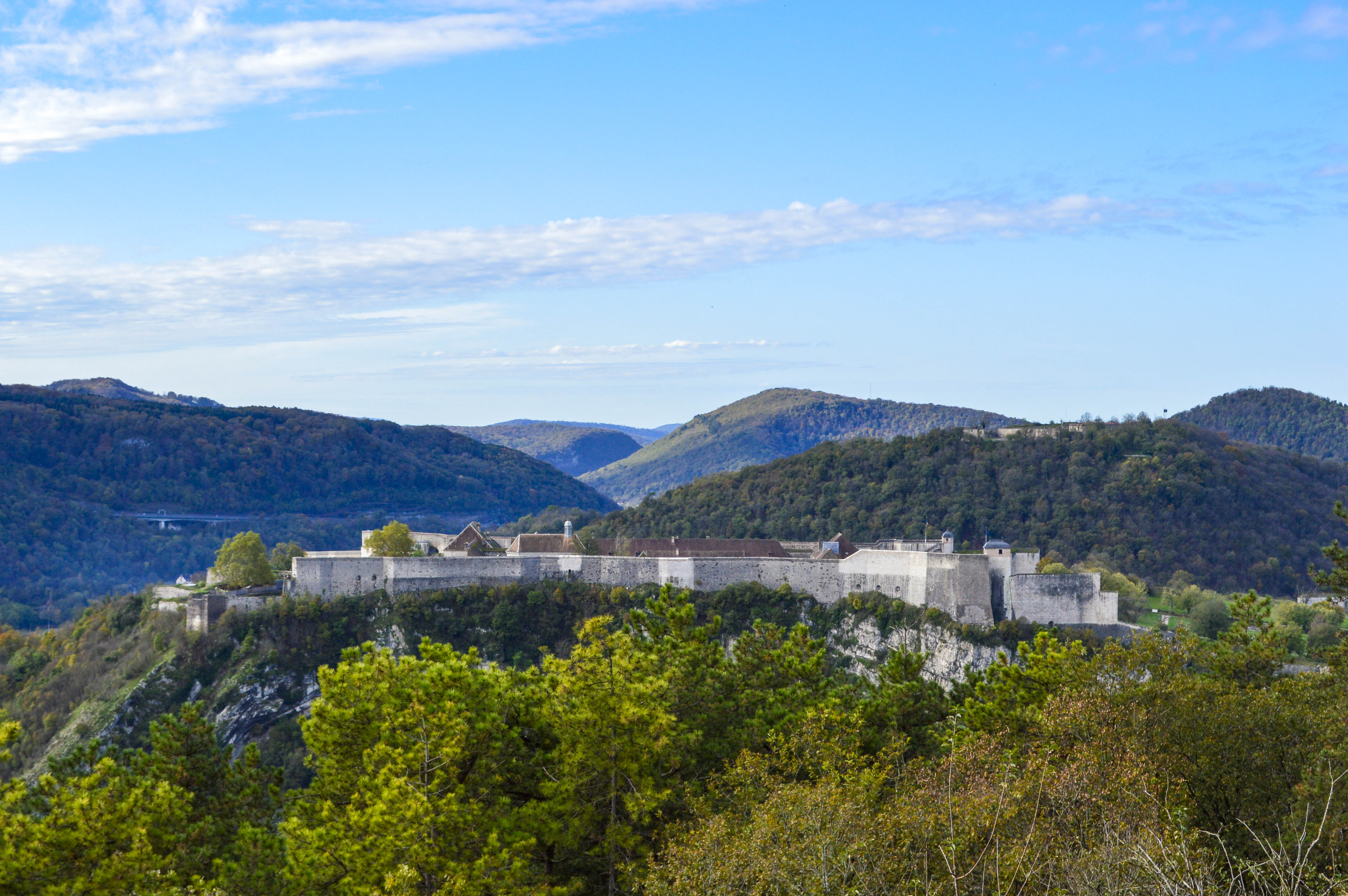
La citadelle au sein des collines de Besançon.

L'édifice s'étend sur onze hectares en un lieu dont l'importance stratégique est évoquée dès 58 av. J.-C. par Jules César dans ses Commentaires sur la guerre des Gaules. Il y indique qu'à cette époque, il existait déjà une enceinte de murs :
« Après trois jours de marche, on lui apprit qu’Arioviste [...] se dirigeait vers Vesontio, la ville la plus importante des Séquanes [...]. César pensa qu’il fallait tout faire pour éviter que la place ne fût prise. En effet, elle possédait en très grande abondance tout ce qui est nécessaire pour faire la guerre ; de plus, sa position naturelle la rendait si forte qu’elle offrait de grandes facilités pour faire durer les hostilités : le Doubs entoure presque la ville entière d’un cercle qu’on dirait tracé au compas ; l’espace que la rivière laisse libre ne mesure pas plus de seize cents pieds et une montagne élevée le ferme si complètement que la rivière en baigne la base des deux côtés. Un mur qui fait le tour de la montagne la transforme en citadelle et la joint à la ville. César se dirige vers cette place à marches forcées de jour et de nuit : il s’en empare et y met garnison. »
La citadelle de Besançon a ainsi été construite sur le mont Saint-Étienne qui culmine à 371 m d'altitude, et qui constitue une des collines assurant une protection naturelle de la capitale de la Franche-Comté avec Bregille, Chaudanne, Rosemont… Elle surplombe de plus de 100 m la vieille ville, établie entre 240 et 250 m d'altitude, et offre une vue étendue sur l'ensemble de la ville de Besançon et ses environs. La cité se situe dans une boucle formée par un méandre naturel du Doubs ; l’éperon rocheux sur lequel se trouve la citadelle ferme en quelque sorte la boucle de la rivière et isole le centre urbain historique.

### Géologie
La citadelle est construite au sommet d'un morceau isolé de l'anticlinal qui fait partie du faisceau bisontin. Le soubassement rocheux est composé au sommet de calcaires datant du Bathonien, suivi dans les couches inférieures par la grande oolithe du Bajocien.

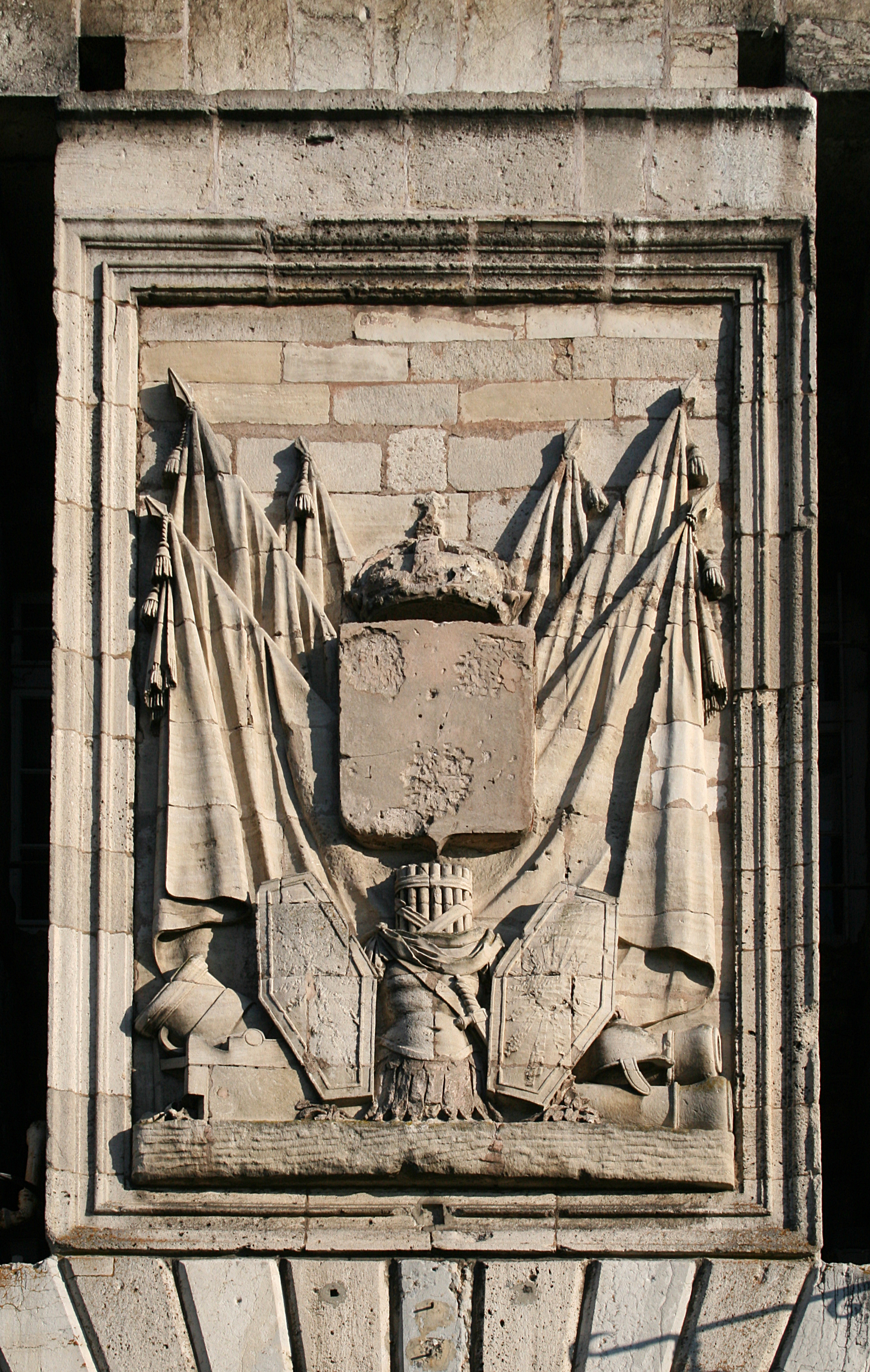
Bas-relief ornant la porte de la citadelle.

## Histoire

### Avant la citadelle
L'église Saint-Étienne est édifiée a mi-pente de la colline du même nom, à une date qui est encore imprécise mais qui pourrait être antérieure à la construction de la cathédrale Saint-Jean. Lors du lancement du projet de construction de la citadelle, une église connue sous le nom d'église paroissiale Saint-André ainsi que d'autres maisons adjacentes sont déconstruites à partir de 1668, mais le chapitre de Saint-Étienne ne doit pas être menacé. Cependant, un incendie détruit le bâtiment entre le 15 et le 22 mars 1674, lors du siège de la ville, permettant ainsi à Vauban de construire à cet endroit le front Saint-Etienne, élément essentiel de sa citadelle.

### Édification (1668-1683)

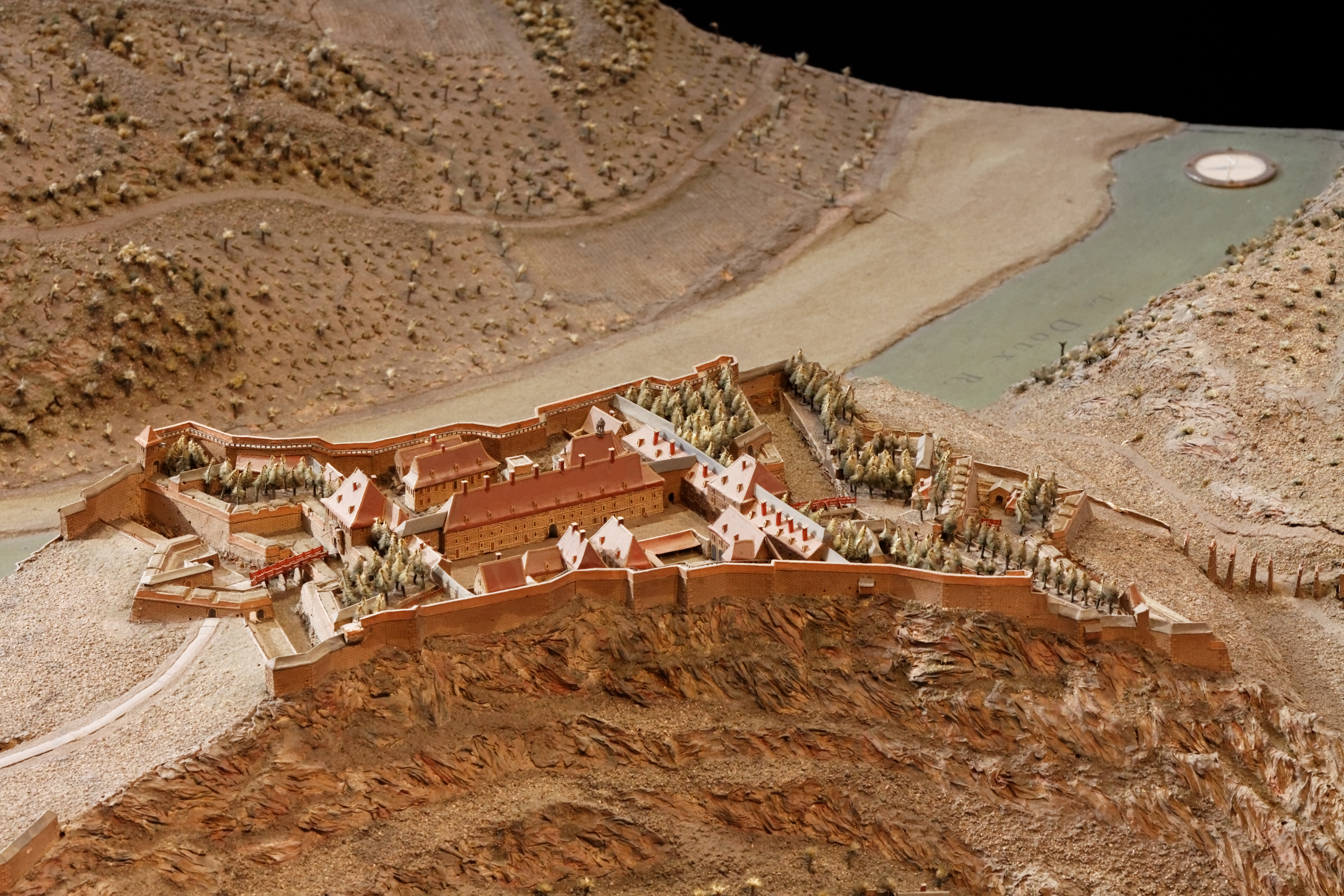
Plan relief de la citadelle (1722).

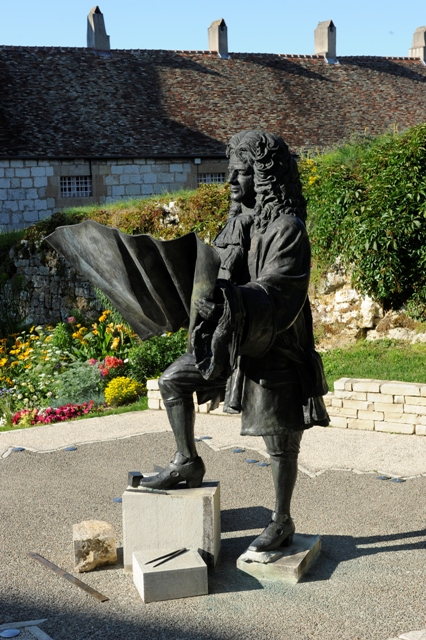
Statue de Vauban par Pierre Duc.

Le mont Saint-Étienne voit s'établir au cours du XVIIe siècle un ouvrage militaire dessiné par l'ingénieur militaire Vauban en mars 1668. Ce sont néanmoins les Espagnols, de la famille des Habsbourg, qui possèdent Besançon depuis son échange contre la ville de Frankenthal (1651 - 1664),  qui entreprennent, pendant six années, la construction de l'ouvrage sous la direction de Prosper-Ambroise de Precipiano assisté de l'ingénieur flamand Cornelius Verboom. Deux fronts sont construits : le Front Royal et le Front de secours (c'est Vauban qui débute l'édification de ce dernier en 1668).
En 1674, la Franche-Comté (alors comté de Bourgogne) et Besançon sont conquises par Louis XIV. Besançon est rattachée à la Franche-Comté et à la France par les traités de Nimègue (1678-1679). Le roi décide de poursuivre et d'améliorer significativement les défenses de la ville. En 1683, l’ensemble des principaux travaux fixés par Vauban à la citadelle s’achève avec un second front face à la ville.
En construisant la citadelle, pièce maîtresse des fortifications bisontines, sur la partie la plus étroite et la plus élevée, Vauban signe une réalisation majeure. Les fortifications de l’ensemble de la ville sont achevées en 1695, après vingt ans de travaux. Elles ont coûté si cher au trésor royal que Louis XIV a demandé, selon la légende, si les murs de la Citadelle ont été construits en pierre ou en or…

### Rôles de la Citadelle jusqu'à la période contemporaine
Grâce à ses défenses renforcées, la ville est mieux protégée, la citadelle servant également de prison et de logement aux troupes en garnison. Les progrès de l’artillerie au XIXe siècle la rendent plus vulnérable. Elle sort cependant victorieuse des blocus : contre les Autrichiens en 1814 et les Prussiens en 1871, subissant peu de dommages. On y enferme des prisonniers d’État tels que les complices de la Voisin – accusés dans des affaires d’empoisonnement qui marquèrent scandaleusement la cour du roi Soleil –, des déserteurs des armées de Louis XIV et de Louis XV, ainsi que des royalistes lors de la Révolution. Des prisonniers de guerre, Autrichiens, Anglais, Espagnols, y sont détenus durant le Premier Empire.
Lors de la Première Guerre mondiale, Besançon reste à l’arrière du front sans être touchée par les combats. La citadelle est utilisée à des fins logistiques.

### Un site martyr (1940-1945)

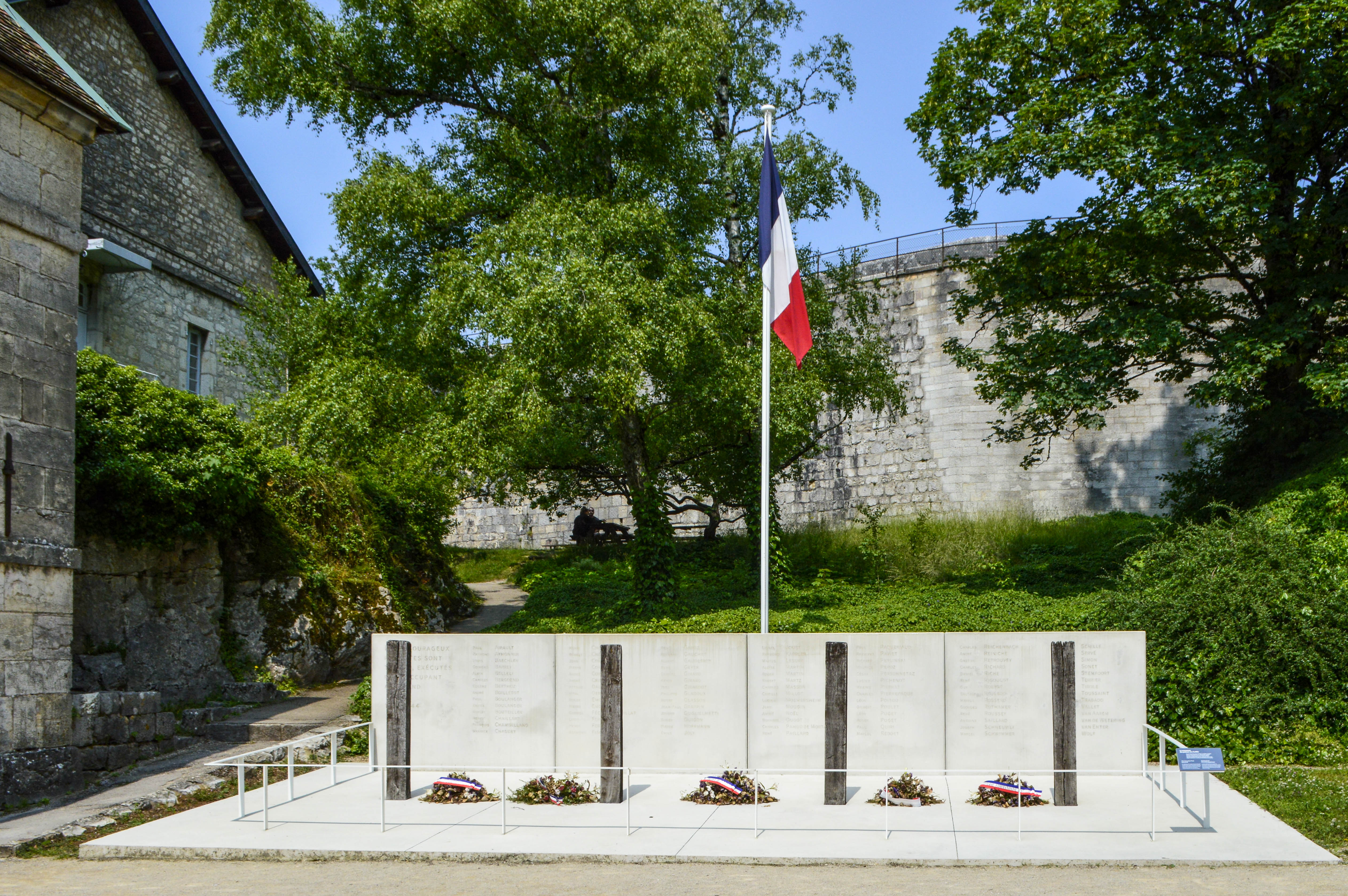
Le monument des poteaux des fusillés.

Sans combat, la citadelle est occupée par les troupes allemandes dès le mois de juin 1940. Du 28 avril 1941 au 18 août 1944, cent résistants condamnés à mort sont fusillés entre le puits et la chapelle. Parmi eux, quatre-vingt-quatre Français, trois Italiens, un Polonais, trois Suisses, cinq Néerlandais, deux Luxembourgeois, et deux Espagnols. Un mémorial leur rend aujourd'hui hommage.
Le dimanche 26 septembre 1943 , parmi les seize fusillés dont treize du groupe de Résistants « Guy Mocquet », figure Henri Fertet qui n’avait pas encore 17 ans. Avant de mourir, il rédige une lettre à ses parents témoignant de son engagement, au-delà de sa vie :
« Chers parents,
Ma lettre va vous causer une grande peine, mais je vous ai vu si plein de courage que je n’en doute pas vous voudrez bien encore le garder ne serait-ce que par amour pour moi. Adieu la mort m’appelle. Je ne veux ni bandeau, ni être attaché. Je vous embrasse tous. C’est dur quand même de mourir.
Un condamné à mort de 16 ans. Excusez les fautes d’orthographe, pas le temps de relire. Expéditeur Monsieur Henri Fertet, au ciel, près de Dieu. »
Elle fut également utilisée comme prison pour les sujets britanniques.
Après de violents combats, les Américains reprennent la Citadelle le 7 septembre 1944. En octobre 1944, elle devient officiellement le Dépôt 85, un des nombreux camps français destinés aux prisonniers de guerre de l'Axe capturés dès la Libération. Des milliers de prisonniers s'y succèdent jusqu'à la fermeture du camp au printemps 1948. Plus de 400 d'entre eux y perdent la vie.
Après cette période, la citadelle ne sert plus au logement des troupes de garnison. D'un point de vue militaire, elle est devenue obsolète : l'armée l'utilise alors comme lieu de stockage et de dépôt.
C'est durant cette période que l’État français prend conscience de son importance patrimoniale. L'ensemble des bâtiments constituant la citadelle, fait l’objet d’un classement au titre des monuments historiques le 8 juin 1942. Le bastion de la porte Rivotte est classé monument historique le 5 janvier 1944. La porte Taillée et la porte Rivotte, partie des anciens remparts de Vauban, ainsi que les glacis de la citadelle, font l’objet d’un classement au titre des monuments historiques le 14 mars 1944.

### Un haut-lieu touristique et culturel (1959 à nos jours)
Le 28 mai 1959, les clés de la citadelle sont remises officiellement au maire de Besançon Jean Minjoz par le général Michel Le Carpentier de Sainte-Opportune et l'armée cède le monument à la ville un an plus tard, le 21 juin 1960. La ville de Besançon, nouveau propriétaire du site, dédie la place forte au tourisme, à la culture et à la mémoire.
Ainsi, plusieurs espaces muséographiques, à vocation tant historique que scientifique, voient progressivement le jour.
La citadelle et les remparts de la ville sont inscrits depuis le 7 juillet 2008 sur la liste du Patrimoine mondial de l'UNESCO.
Huit importants chantiers de restauration se sont succédé depuis 2007 dans le cadre du contrat de plan État/Région Franche-Comté : toiture de l'arsenal, redan de Rivotte (n°159), demi-lune du Front Saint-Étienne, remparts rive gauche côté Tarragnoz, demi-lune du Front royal, guérites du Roi et de la Reine. La restauration de l'escalier du demi-bastion n°80 (Front de secours) a été entreprise fin 2015.
En 2016 un nouveau programme pluriannuel de travaux prioritaires est lancé après diagnostic des autres éléments de la citadelle et du reste des remparts de la rive gauche.

## Architecture militaire

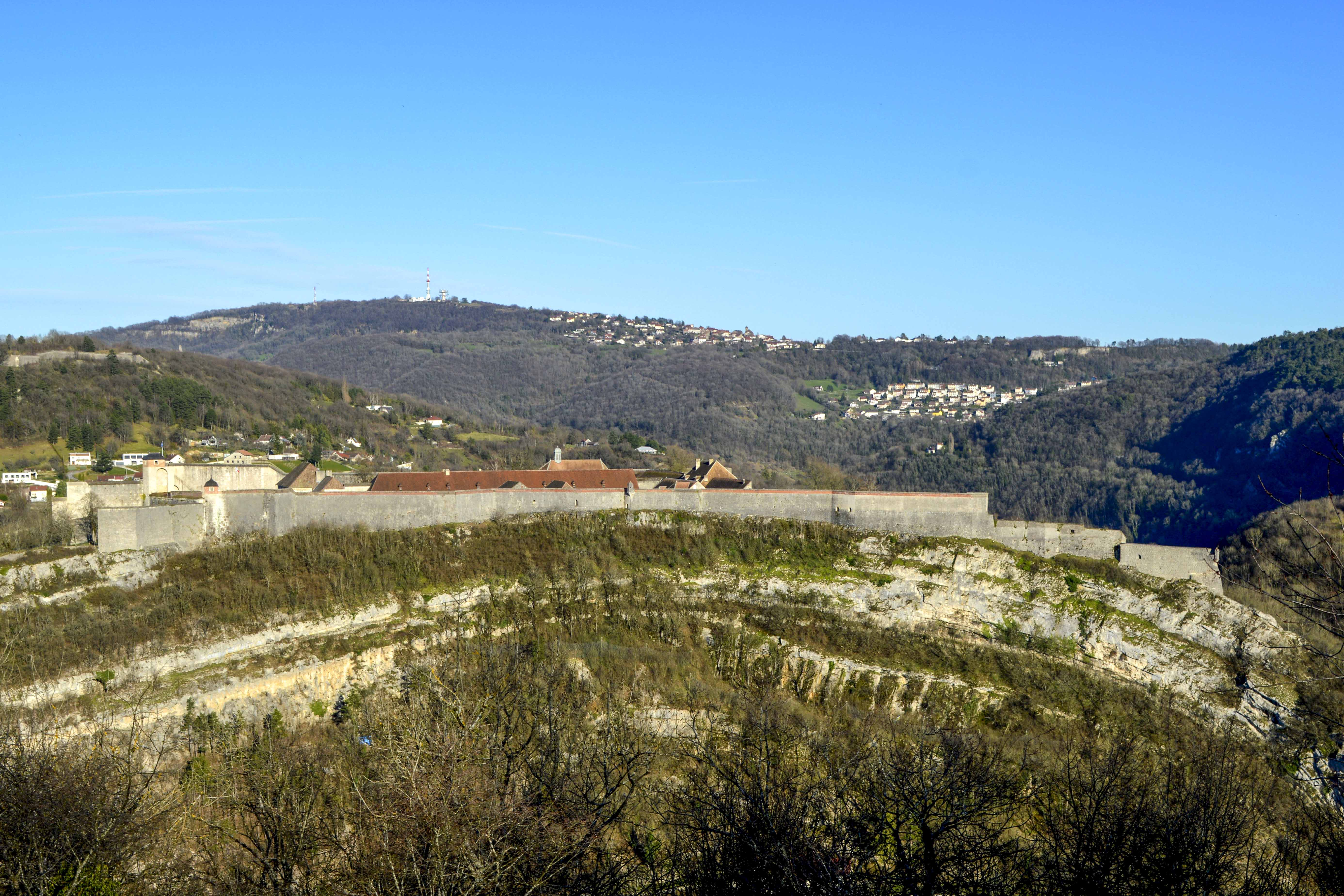
La Citadelle de Besançon au sommet d'un anticlinal : Vauban se servait des caractéristiques du terrain pour poser une fortification.

La Citadelle est bâtie au sommet d'un vaste anticlinal, sur un terrain barré dans toute sa largeur par trois fronts bastionnés (les enceintes ou fronts). L'ensemble est ceinturé de remparts parcourus par des chemins de ronde et ponctués de guérites. Les murailles peuvent atteindre jusqu'à 15 à 20 mètres de hauteur pour une épaisseur entre 5 et 6 mètres.
Vauban explique dans son Traité de la défense des places comment doit être conçue une place fortifiée :

« Les faces sont les seules exposées et toujours les premières attaquées, comme les plus accessibles des corps de place. On n'a rien trouvé de mieux jusqu'à présent pour la défense des places que les bastions dont les meilleurs sont ceux qui ont des flancs à orillons faits à la moderne, et des flancs bas intérieurs, lesquels, outre leur usage ordinaire, peuvent encore servir de souterrains quand ils ne sont pas attaqués…
C'est pourquoi ce n'est pas assez que les chemins couverts soient bien traversés [c'est-à-dire munis de traverses protégeant des tirs de côté], les demi-lunes doublées et bien retranchées, il est encore nécessaire de les bien défendre, et que, pour couronner l'œuvre, les bastions soient aussi bien défendus, et par conséquent bien retranchés non par des ouvrages faits à la hâte, qui ne peuvent être bons ni solides quand on attend que les attaques soient déclarées… »

### Le Front Saint-Étienne

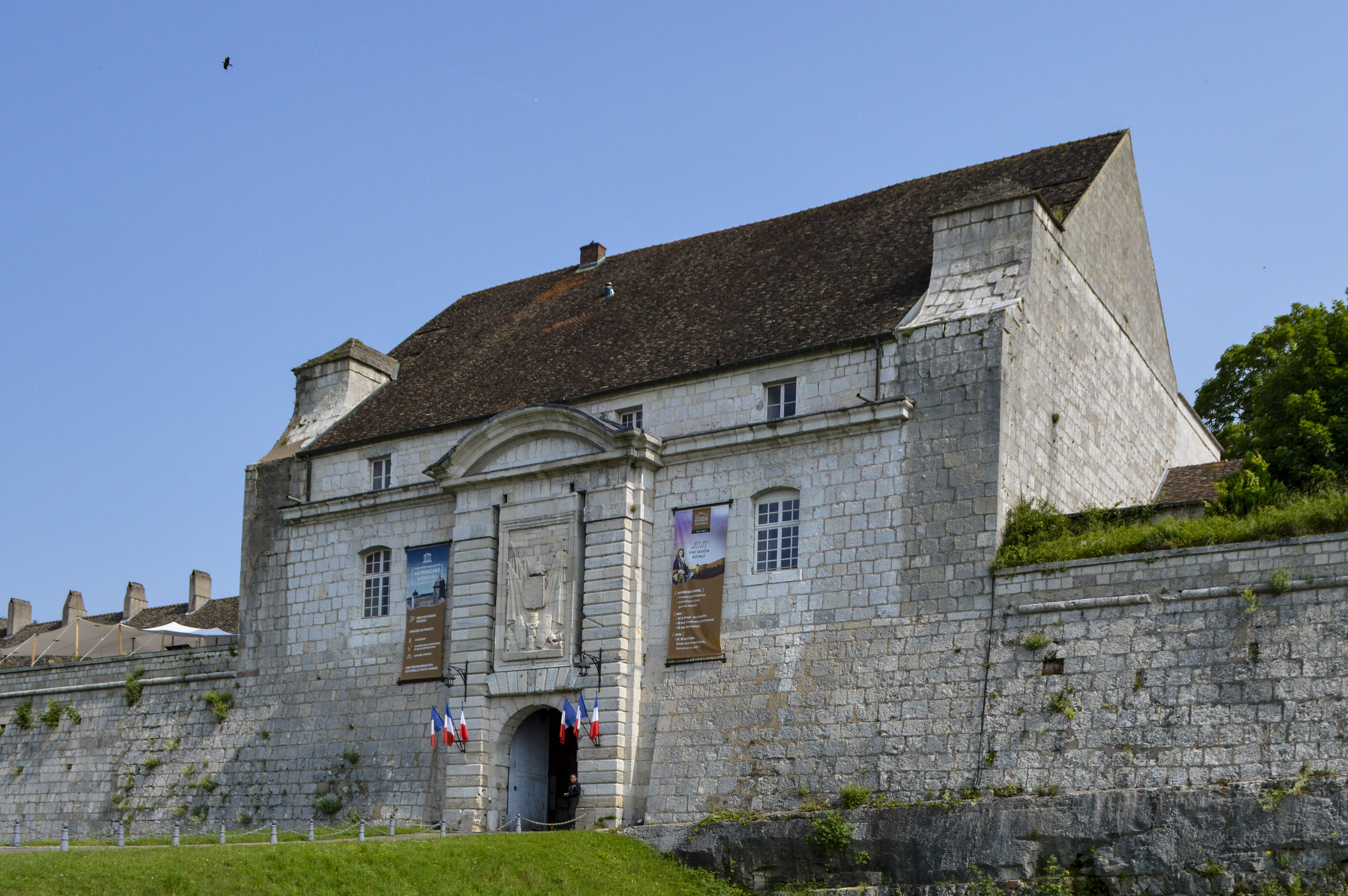
Front Saint-Étienne conçu par Vauban à l'avant du front royal.

La première ligne de défense, le Front Saint-Étienne, a été construite à l'emplacement de l'église éponyme, que Vauban a rasée pour élever cette défense face à la ville. Le système défensif se présente ainsi :
- Une demi-lune, en avant de la courtine, cernée de fossés, équipés pour le canon - le pavillon d’entrée est prolongé de chaque côté par des courtines et terminé par des demi-bastions aux extrémités.
- La courtine, pan de muraille entre les 2 demi-bastions, était le point faible de la muraille
- Un fossé creusé dans la roche. Il était délimité par l’escarpe (paroi intérieure d’un fossé) et la contrescarpe (paroi extérieure du fossé). Ce fossé était franchissable par le pont dormant, qui était terminé par le pont-levis.
- Les deux demi-bastions protégeant latéralement l’accès à la porte. Ils comprenaient : - une face exposée à l'ennemi et armée de canons, - le flanc qui rejoint la courtine aux bastions. Il pouvait être droit (comme au Front royal) ou à orillons, c’est-à-dire abrité derrière un angle arrondi couvrant l'artillerie postée sur le flanc. On retrouve ce système à orillons sur le front Saint-Étienne.
- Deux traverses disposées de chaque côté des bâtiments pour protéger des vues et tirs latéraux provenant des collines de Chaudanne et Bregille.

Ce système était construit de telle sorte que depuis tous les postes, on pouvait surveiller l’ennemi où qu’il soit et il était ainsi cerné. Même s’il y avait un ennemi à l’aplomb d’une muraille, plutôt que de risquer à se pencher pour l’atteindre, on pouvait le toucher depuis un autre poste. En fait, tous les angles de tirs et de vue ont été étudiés pour optimiser au mieux le système défensif.
Pour arriver au Front royal, une vaste zone gazonnée en pente constitue le glacis. Celui-ci permettait, au cas où le front Saint-Étienne soit franchi, de voir l’ennemi arriver et d’anticiper toute attaque. Autrefois, il était nu et sans arbres. À l'est, le long de la falaise, un souterrain, la "communication 110", permettait aux défenseurs du premier front de se replier vers le Front royal.

### Le Front royal et le Front de secours

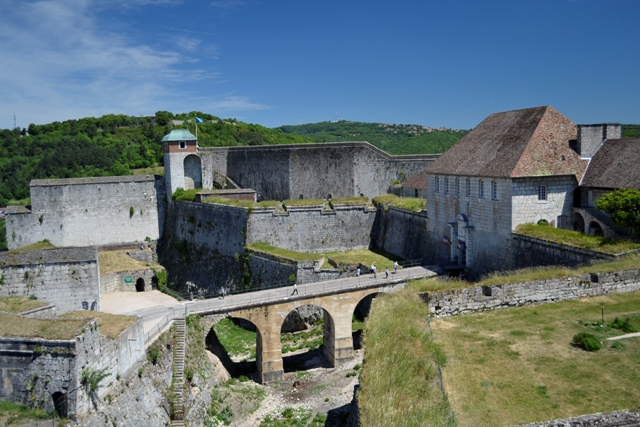
Vue d'ensemble du Front Royal : Corps de garde, pont dormant, guérite du Roi....

Le Front royal est flanqué de deux guérites de surveillance : la guérite du Roi et la guérite de la Reine. Le Front royal et le Front de secours (à l’autre extrémité de la citadelle) ont été édifiés par les Espagnols et remaniés par Vauban. Ces fronts sont reliés par deux énormes murailles, qui épousent presque à la perfection le relief et le rocher. À cause des vues ennemies depuis les collines des alentours, pour faire écran, Vauban a construit des murailles très solides, en calcaire, de 5 à 6 m d’épaisseur et de 15 à 20 m de haut. La partie supérieure des parapets était construite en brique car leurs éclats étaient beaucoup moins meurtriers que le calcaire. Ces murs délimitent la cour intérieure, le corps de place et ils étaient surmontés d’un chemin de ronde sur lequel on pouvait déambuler pour monter la garde. De plus une dizaine de guérites (ce ne sont pas des échauguettes, ce nom étant applicable aux châteaux-forts médiévaux, alors qu'en fortification bastionnée, on parle de guérites) étaient disposées le long de ce circuit, pour servir de poste de guet et de combat. Elles étaient plus décoratives qu’efficaces car elles étaient très fragiles. Il n’en reste aujourd’hui plus que deux.

### La demi-lune de Front royal
Une demi-lune est un ouvrage défensif de forme angulaire, placée devant la courtine d’un front bastionné. Un front bastionné est constitué par un ensemble de murs renforcés par de la terre : deux bastions encadrant une courtine. Cette demi-lune, construite entre 1675 et 1683, protège une porte d’entrée de la place forte et ne possède qu’un étage de feu supérieur destiné aux feux de mousqueterie (mousquets, fusils).

### Le bâtiment des Officiers
Ce bâtiment a abrité le logement des « gardes d'artillerie », puis des « gardes de l'artillerie et du génie ». À partir du XVIIIe siècle, ils seront considérés comme des officiers. Construit entre 1675 et 1683, ce bâtiment est composé de deux niveaux abritant tous deux six chambres à l’origine.

### Le bâtiment du Major
Le bâtiment du Major comprend trois niveaux et un sous-sol. La cave servait à stocker les liquides, notamment le vin. Au rez-de-chaussée, on trouvait la boulangerie, avec deux fours à pains, une cuisine et un stock de bois. Le premier étage abritait le logement du Major, l’officier  chargé de l’intendance de la garnison. Le grenier était utilisé pour le stockage de sacs de farine.

### Le bâtiment des Cadets

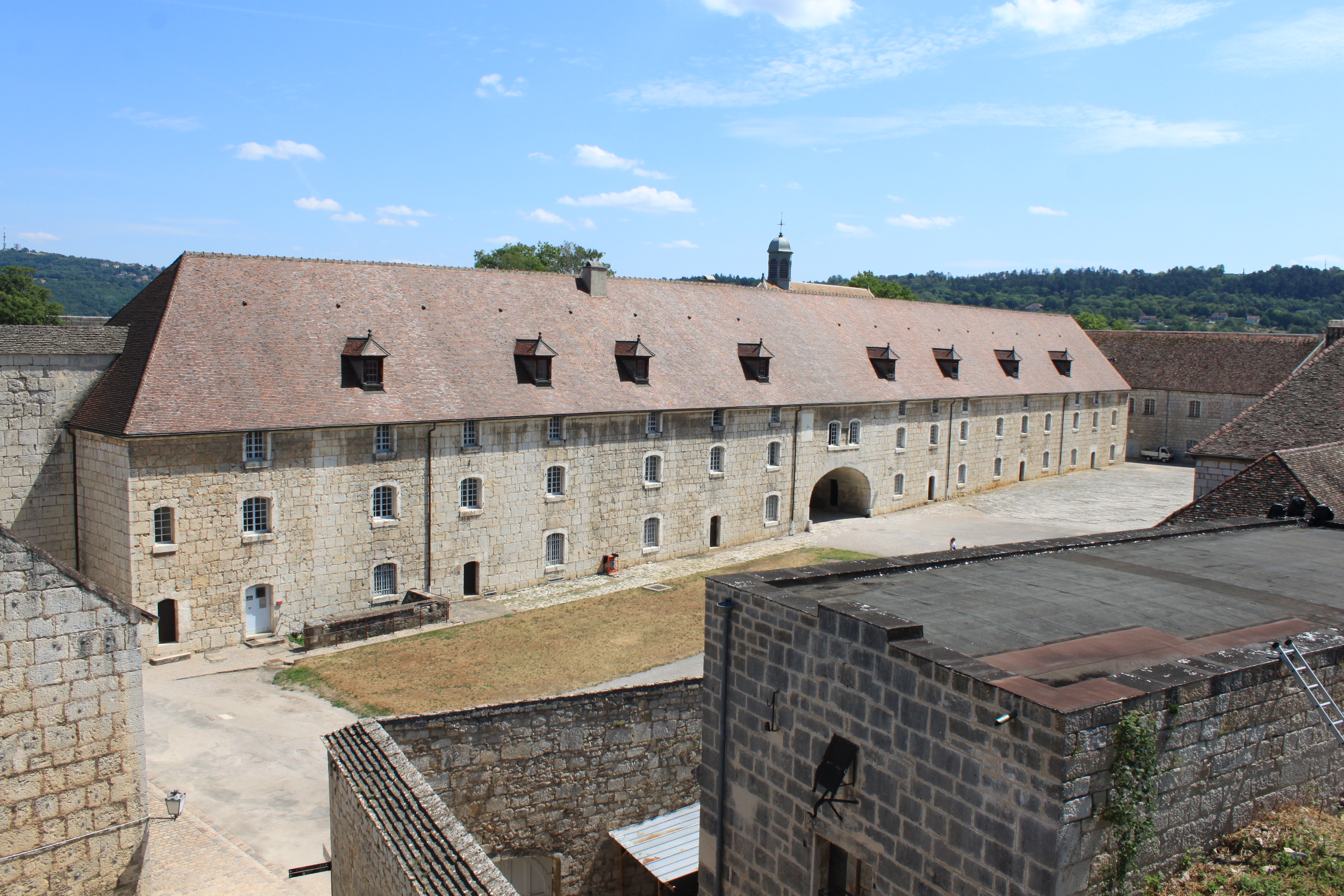
Le bâtiment des Cadets.

Le bâtiment des Cadets est le bâtiment de casernement principal de la Citadelle. Ce bâtiment divise le corps de place en deux parties. Pendant une dizaine d'années, il a abrité jusqu'à 600 jeunes Cadets du Roi, école militaire voulue par Louvois, secrétaire d'État à la guerre. Au niveau de son architecture, cette caserne est divisée sur toute sa longueur par un épais mur intérieur qui mettait ses occupants à l’abri des tirs latéraux.

### Le magasin à poudre

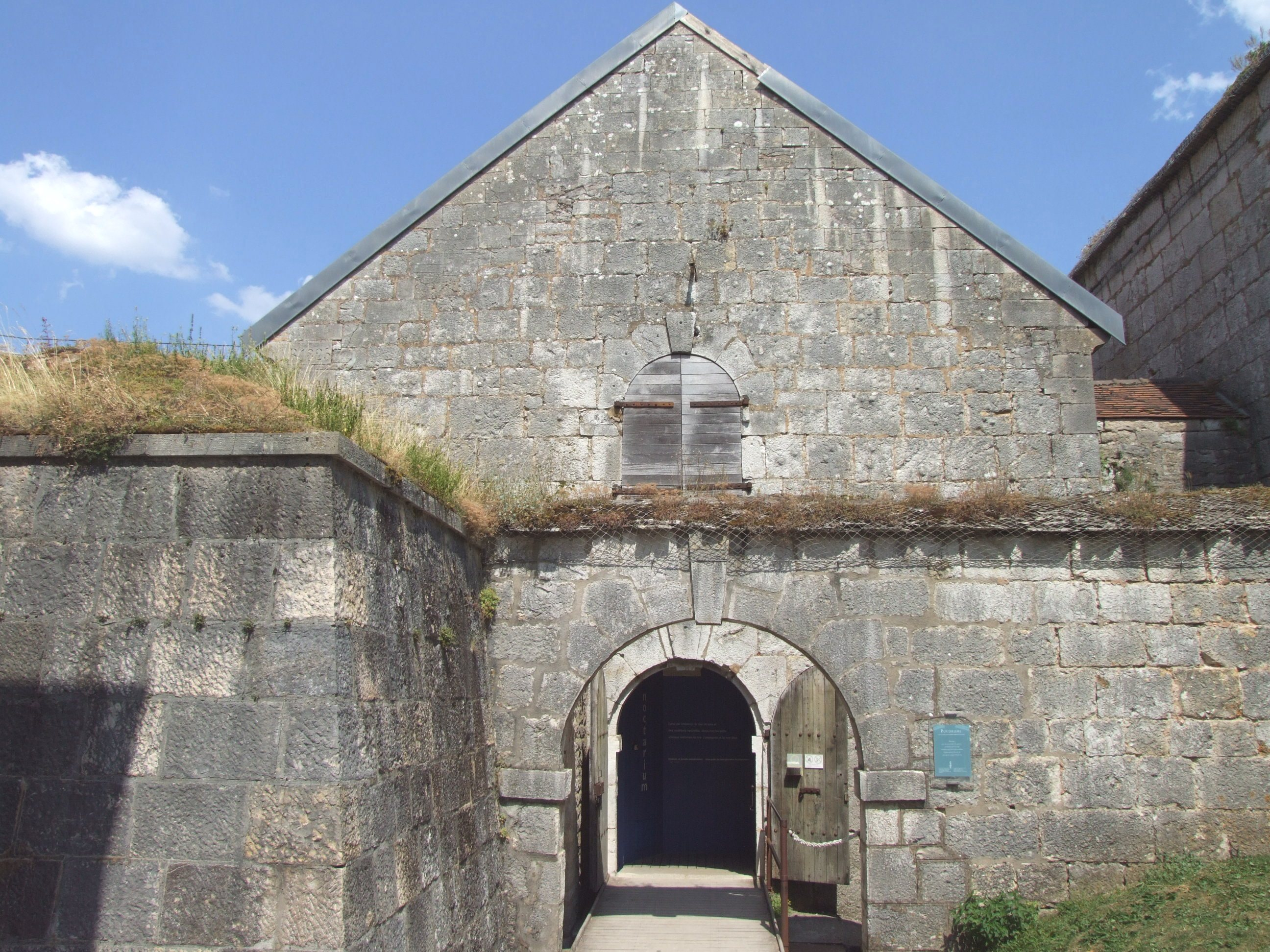
Le magasin à poudre.

Construit contre le mur fortifié, à l’abri des tirs ennemis, le magasin à poudre : bâtiment construit pour la conservation de tonneaux de poudres, particulièrement protégé et renforcé pour éviter les possibilités d'inflammation lors des tirs ainsi que les risques d'explosion. 
Il était construit sous une voûte en plein cintre et « à l’épreuve » (capable de résister aux bombes). Les clous et pentures étaient en bronze pour éviter les risques d’étincelle. On y entrait en sabots en bois.

### L'arsenal
Il était fait pour l’entrepôt, l’entretien et la réparation d’armes. 
Au 1er étage, on trouvait les fusils, armes blanches, munitions, et le rez-de-chaussée était réservé pour les canons et autres engins.

### Le grand puits

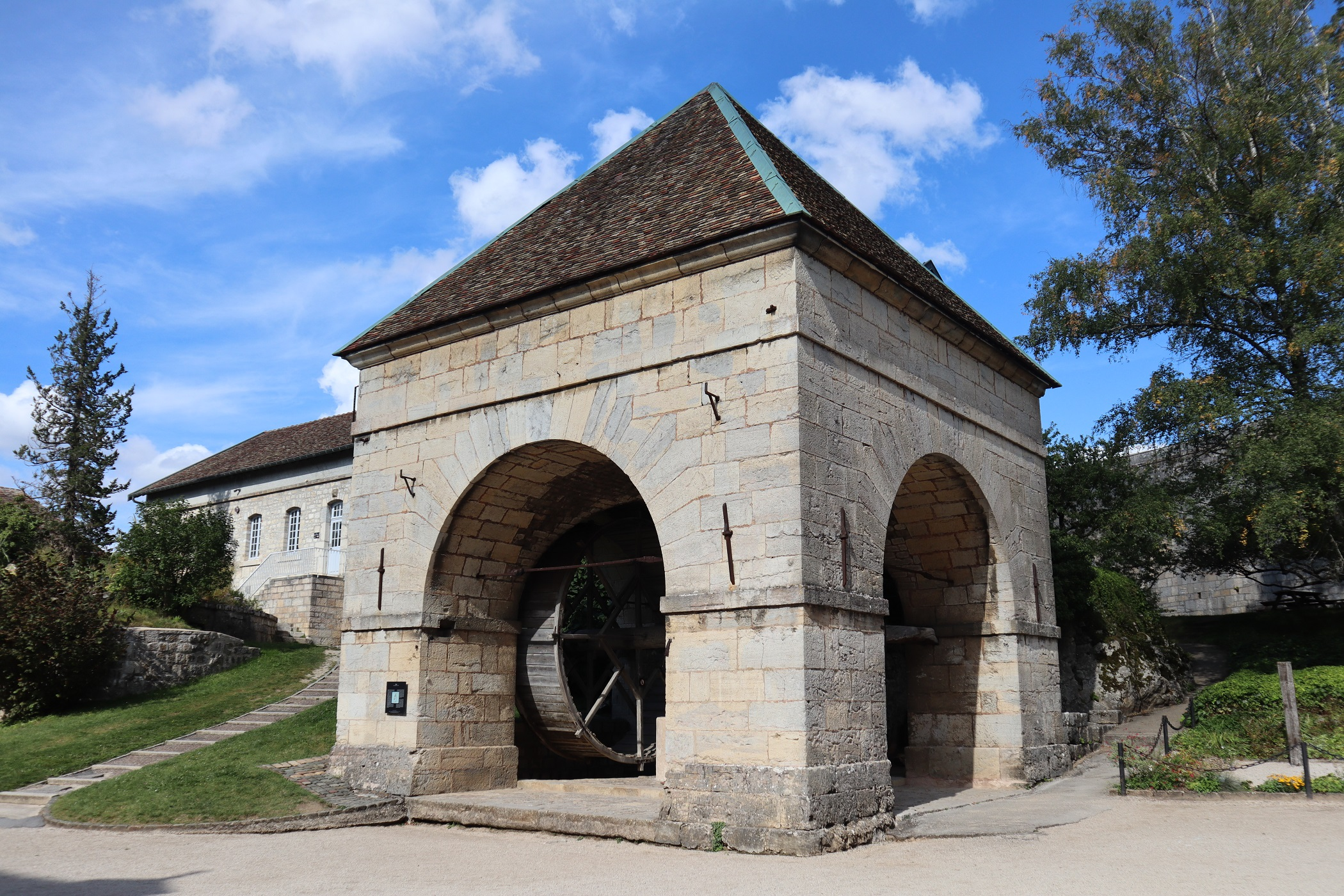
Le puits et sa roue.

Au XVIIe siècle, les besoins en eau étaient satisfaits par des systèmes de canalisations, mais qui pouvaient être détruits lors des premières heures d’un siège ennemi. C’est pour cette raison qu’en 1681, Vauban a fait creuser un grand puits de 132 mètres de profondeur pour atteindre la nappe phréatique ; ce puits fonctionnait grâce à une roue de 4 mètres de diamètre actionnée par un homme qui y marchait à l’intérieur pour remonter les seaux d’eau. Mais comme l'eau saumâtre était imbuvable, il fit construire des citernes pour récupérer l'eau de pluie. Il y en a une par front, et une quatrième au niveau du puits. L’eau était quand même de qualité moyenne. 
La mesure exacte du puits, effectuée en 2015 est de 117,02 mètres et on l'estime à 125 mètres seulement ; il n'a donc probablement pas été terminé. Selon les spéléologues du Doubs, le puits de la Citadelle de Besançon est le plus profond de France (117 m) devant celui de la Halle à Cordes-Sur-Ciel dans le Tarn (114 m) et le puits du château de Joux (102 m) (Doubs).

### La chapelle Saint-Étienne

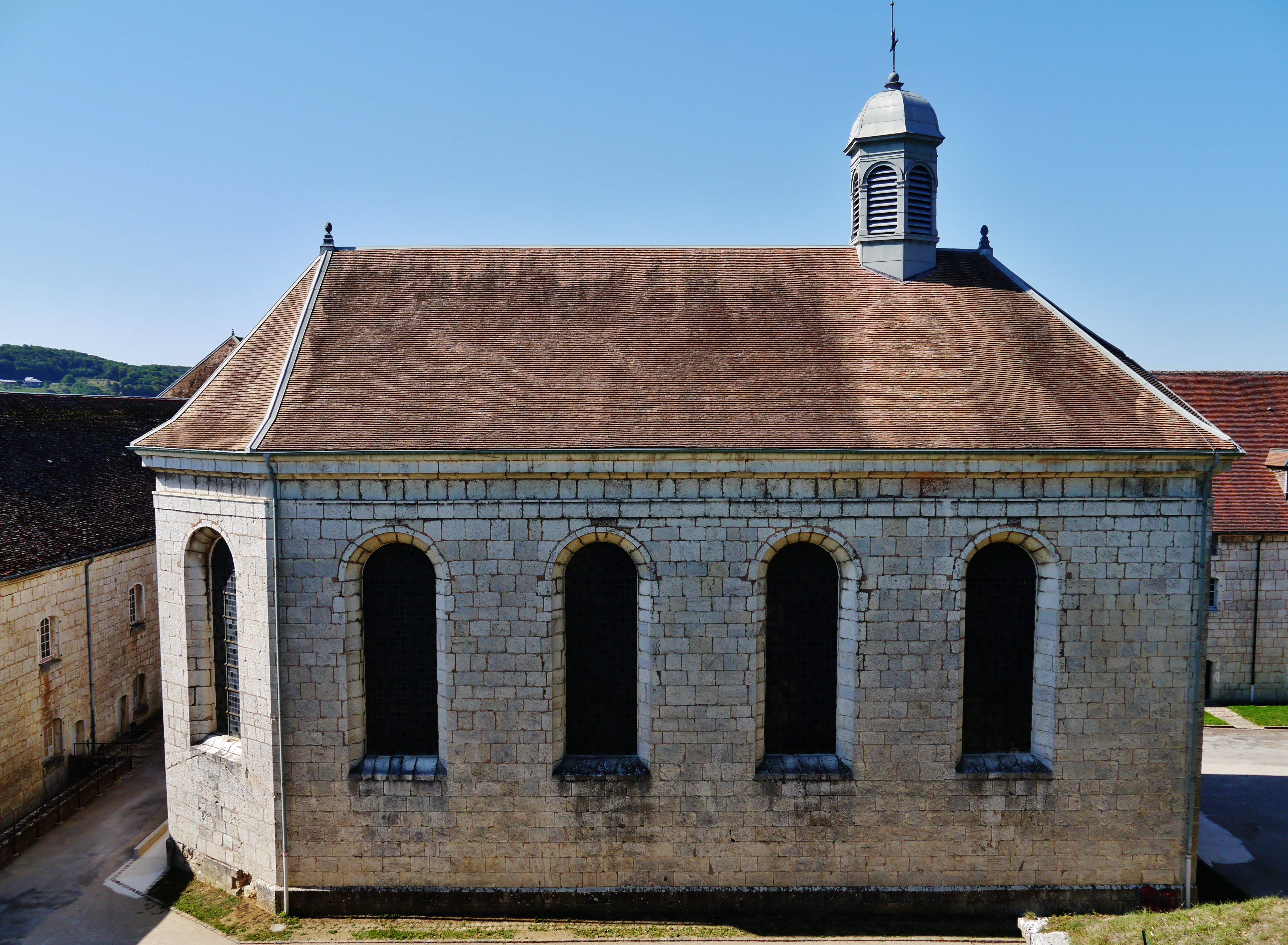
La chapelle.

Les chapelles étaient construites par Vauban dans chaque citadelle pour que la garnison puisse assister à l’office du dimanche. 
Les formes étaient assez simples. Il y avait peu d’ornements, si ce n’est quelques colonnes doriques. Celle-ci est dédiée à Saint Étienne, en souvenir de l’église du même nom, qui avait été rasée lors de la construction de la Citadelle.

### Le hangar aux manœuvres
Le hangar aux manœuvres est construit en 1882. 

On pouvait y apprendre à manœuvrer le canon à l'abri des intempéries et il devait probablement abriter des pièces d’artillerie.

## Les musées de la Citadelle

### Le Muséum

#### Le Jardin zoologique

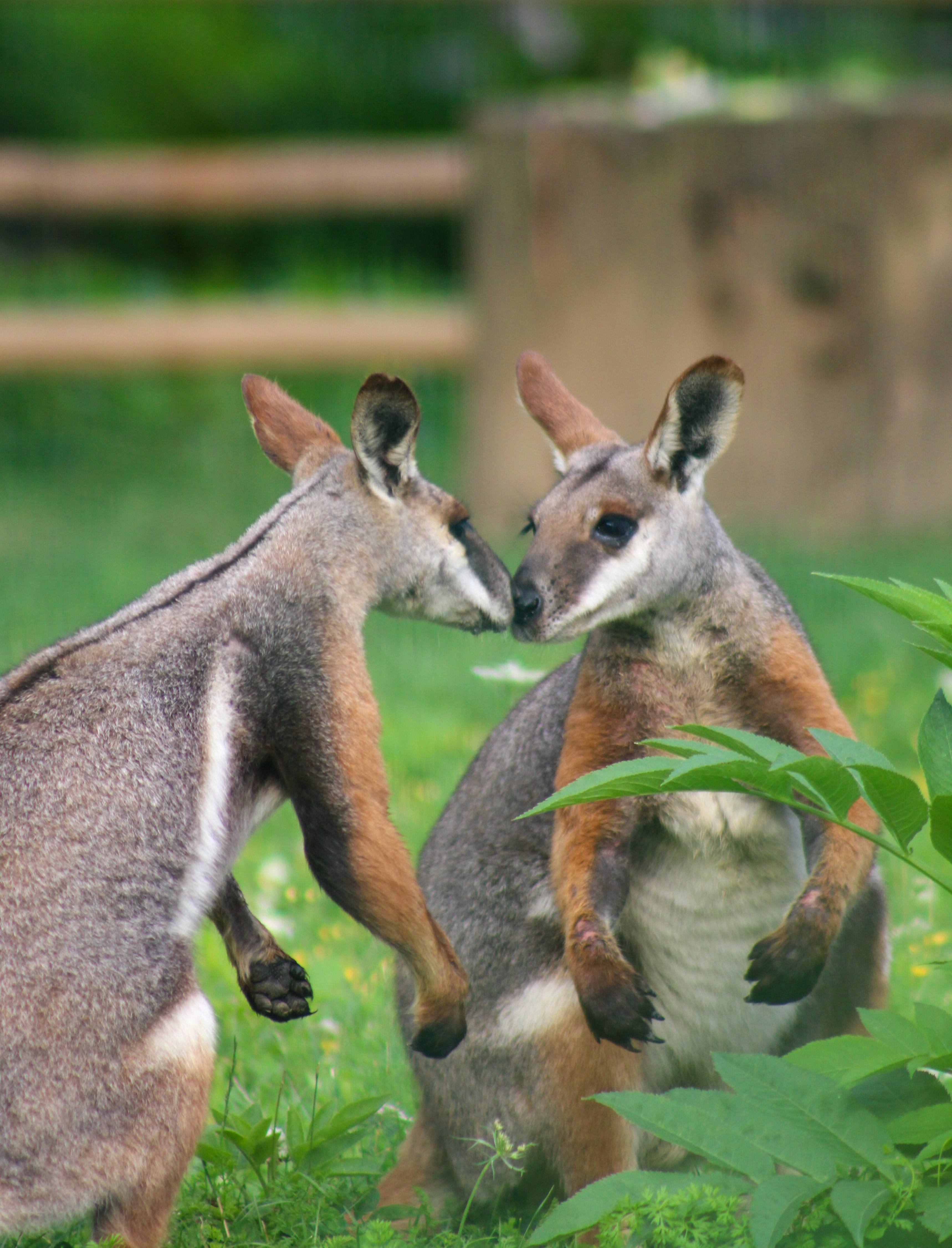
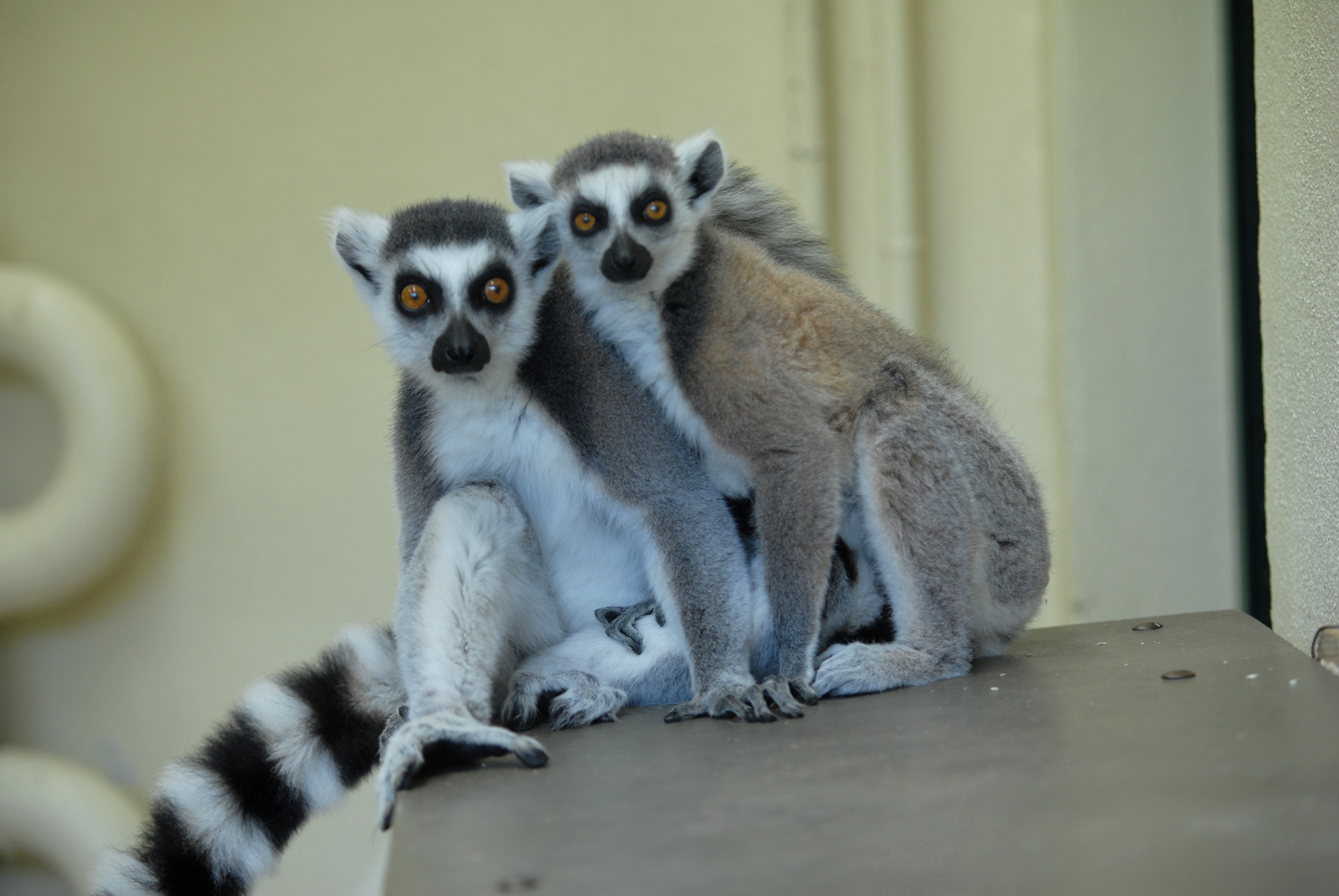
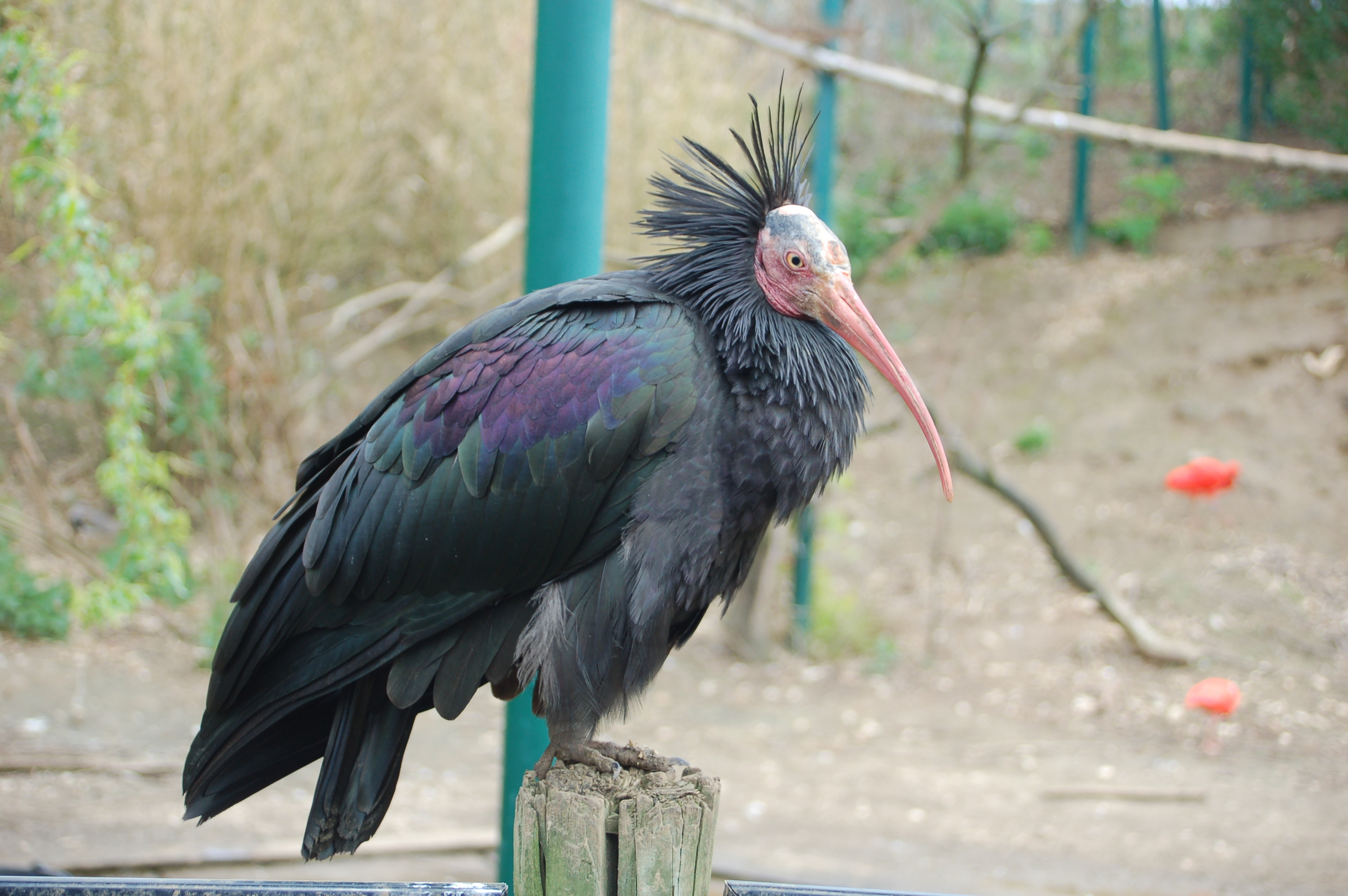
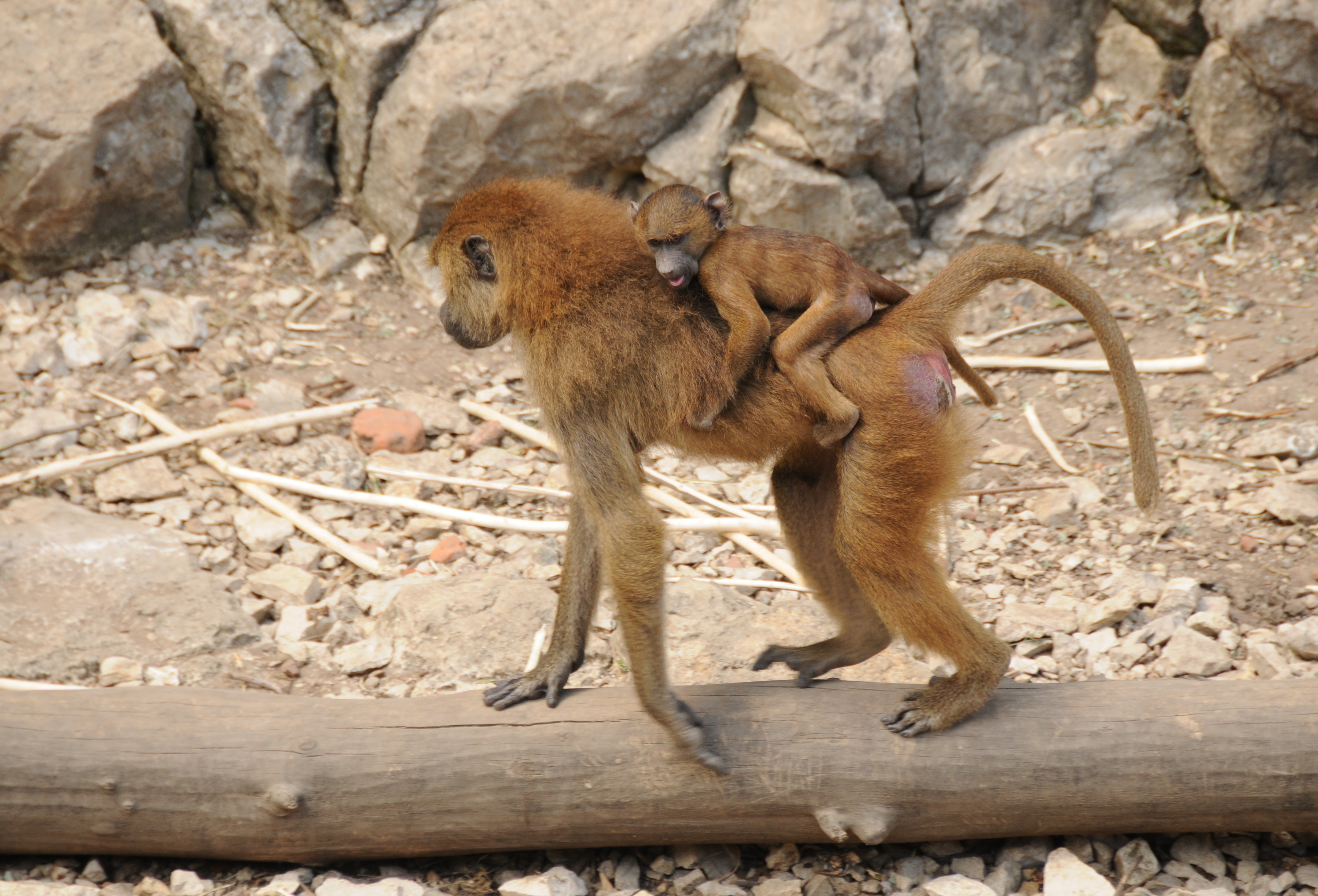

Le Jardin zoologique présente 39 espèces de mammifères, 21 espèces d'oiseaux, 6 espèces de reptiles et 17 espèces d'amphibiens. Les enclos sont intégrés dans le cadre de la Citadelle.

#### L'aquarium

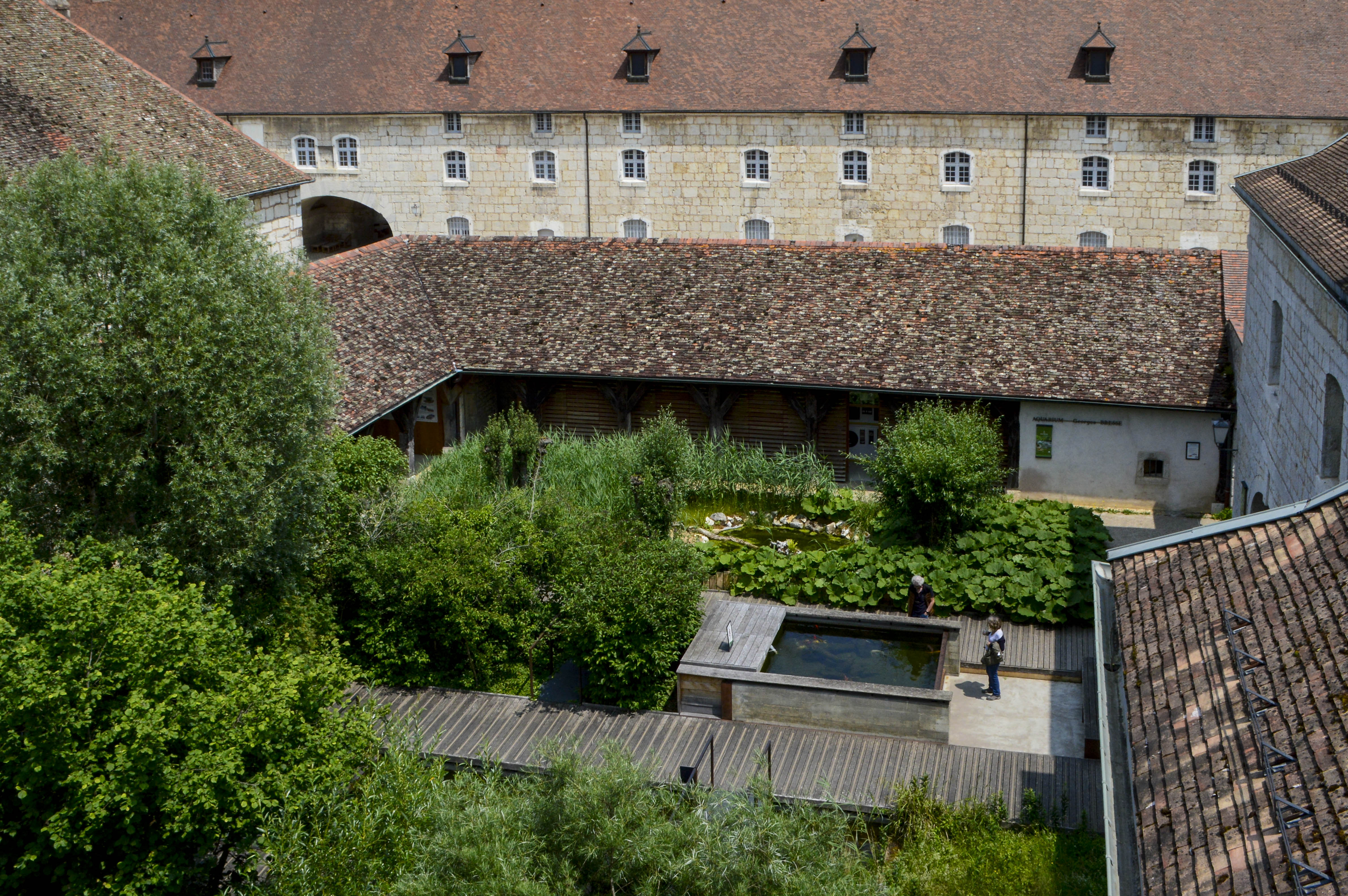
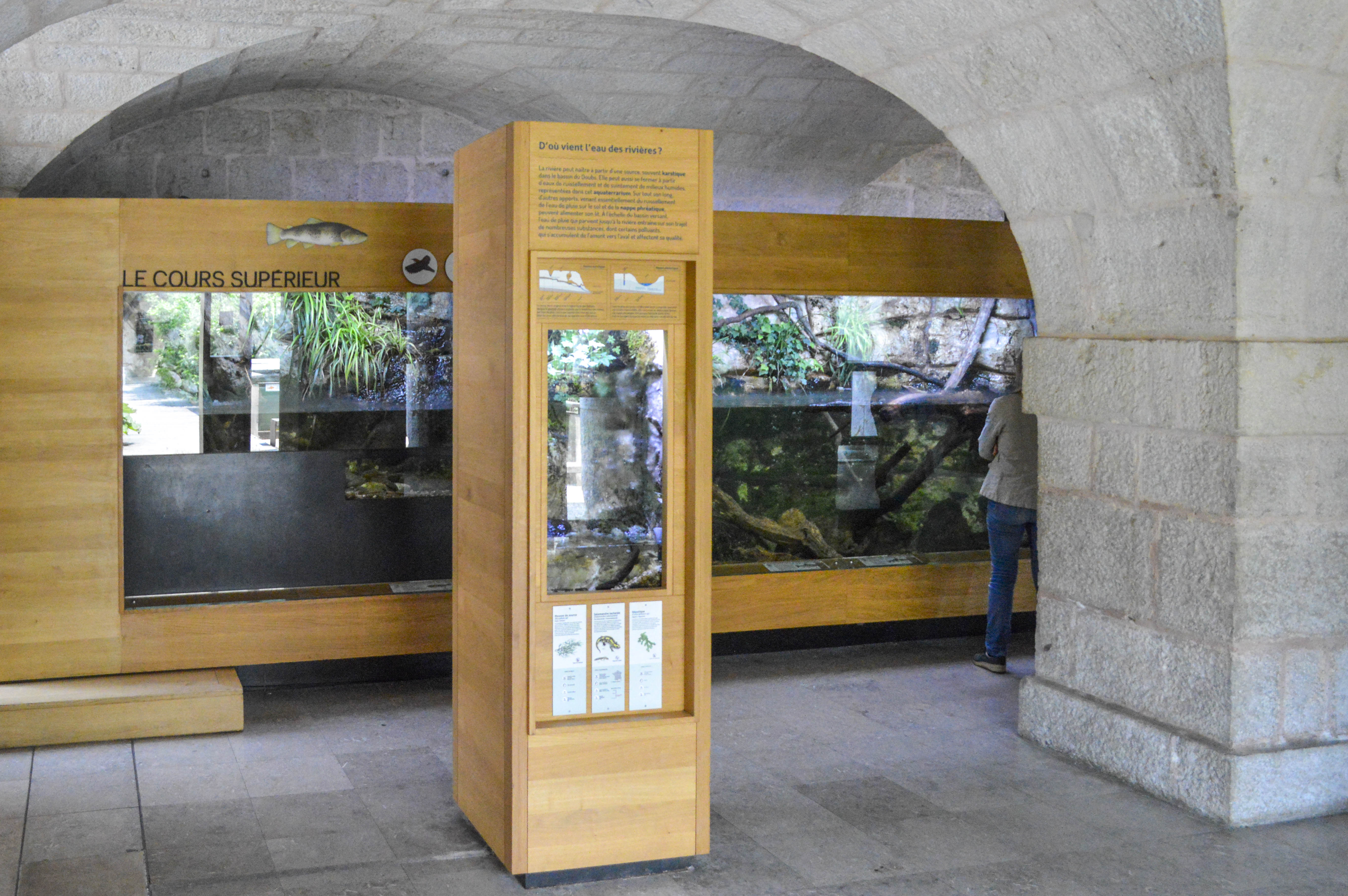
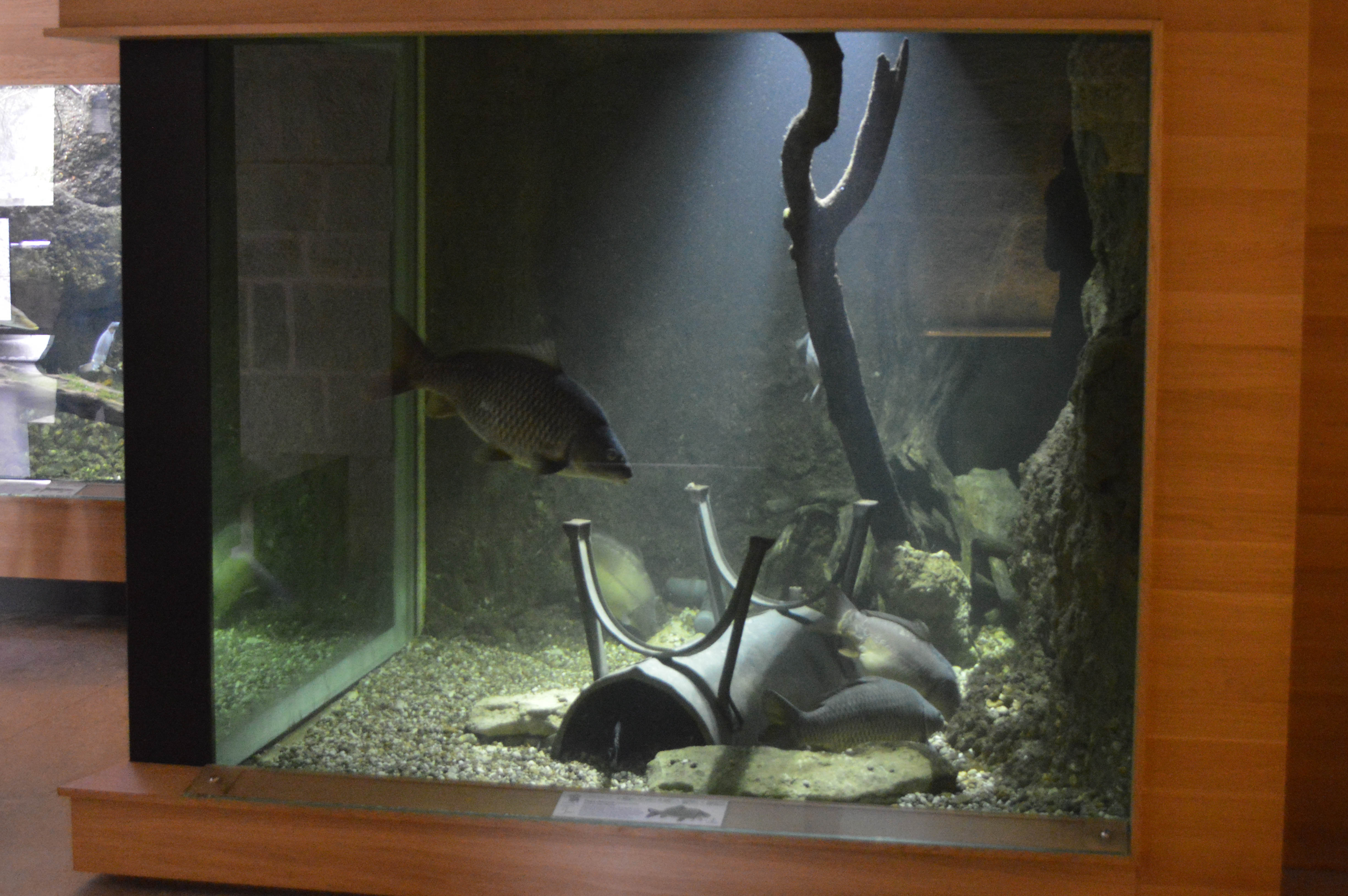
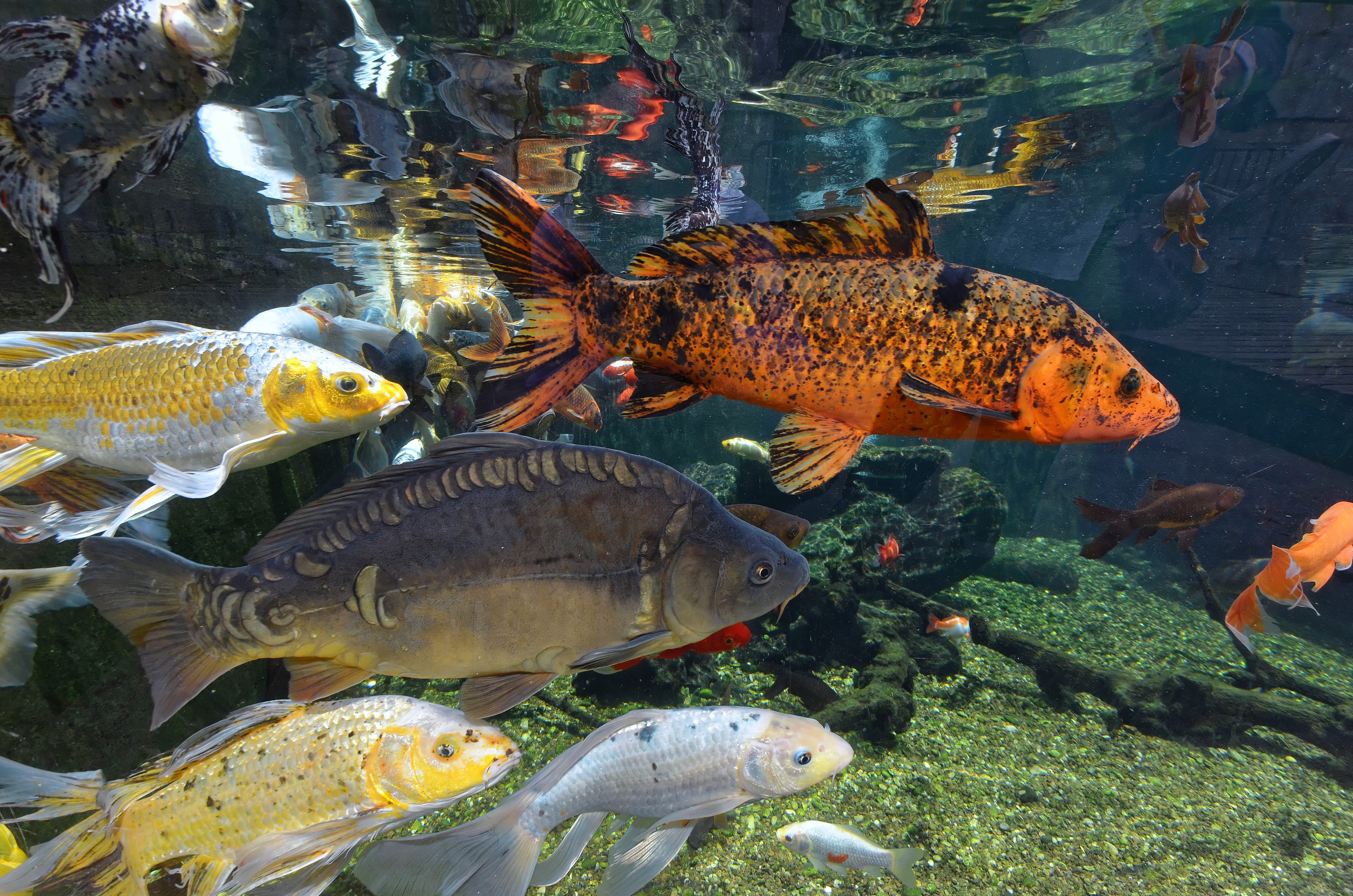

L'Aquarium montre un certain nombre de poissons. Une ferme aquacole présente l’élevage d’écrevisses « pied rouge » et d'aprons du Rhône, espèces en voie de disparition faisant l'objet d'un programme de sauvetage en parallèle d'une sensibilisation à l'amélioration de leurs milieux de vie. En 2019, l’aquarium a été totalement repensé en axant la thématique sur la biodiversité des eaux douces locales.

#### L'Insectarium
L'Insectarium, le plus grand de France, met en avant les insectes. On y découvre, dans leur environnement reconstitué, des milliers d'insectes tels que des phasmes, des scarabées, des fourmis, différentes espèces de blattes, ainsi que des araignées, des scorpions.

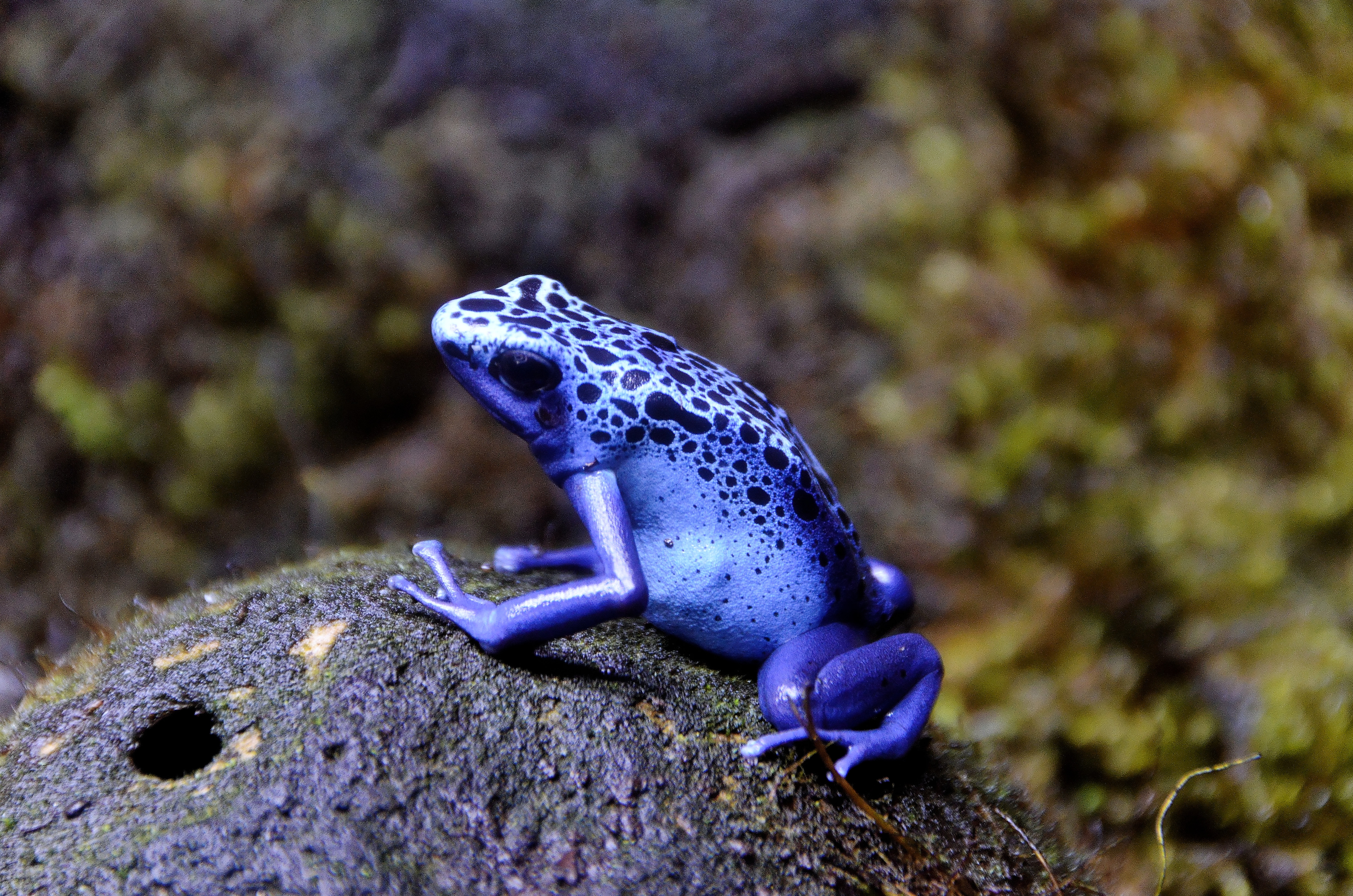
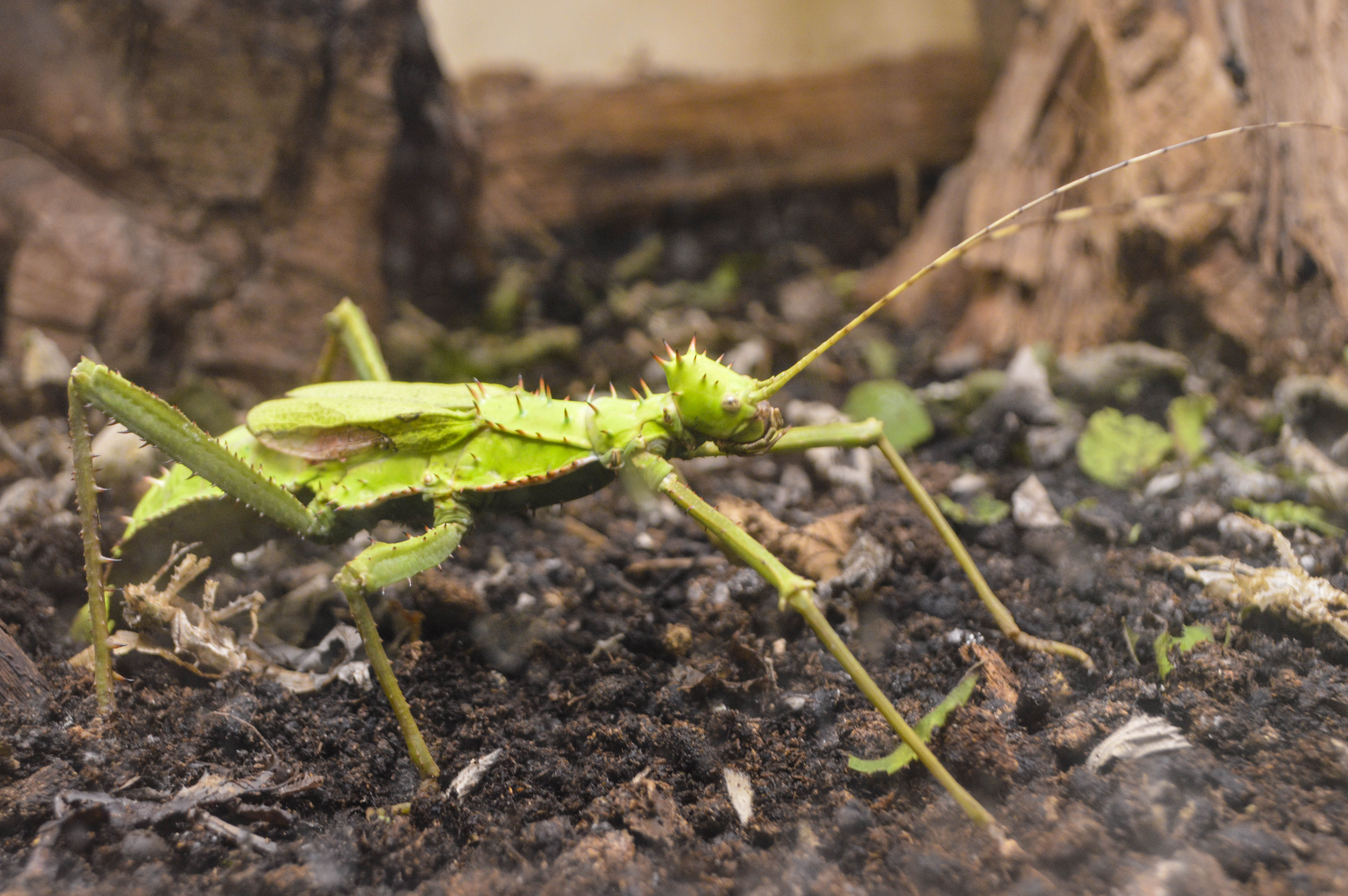
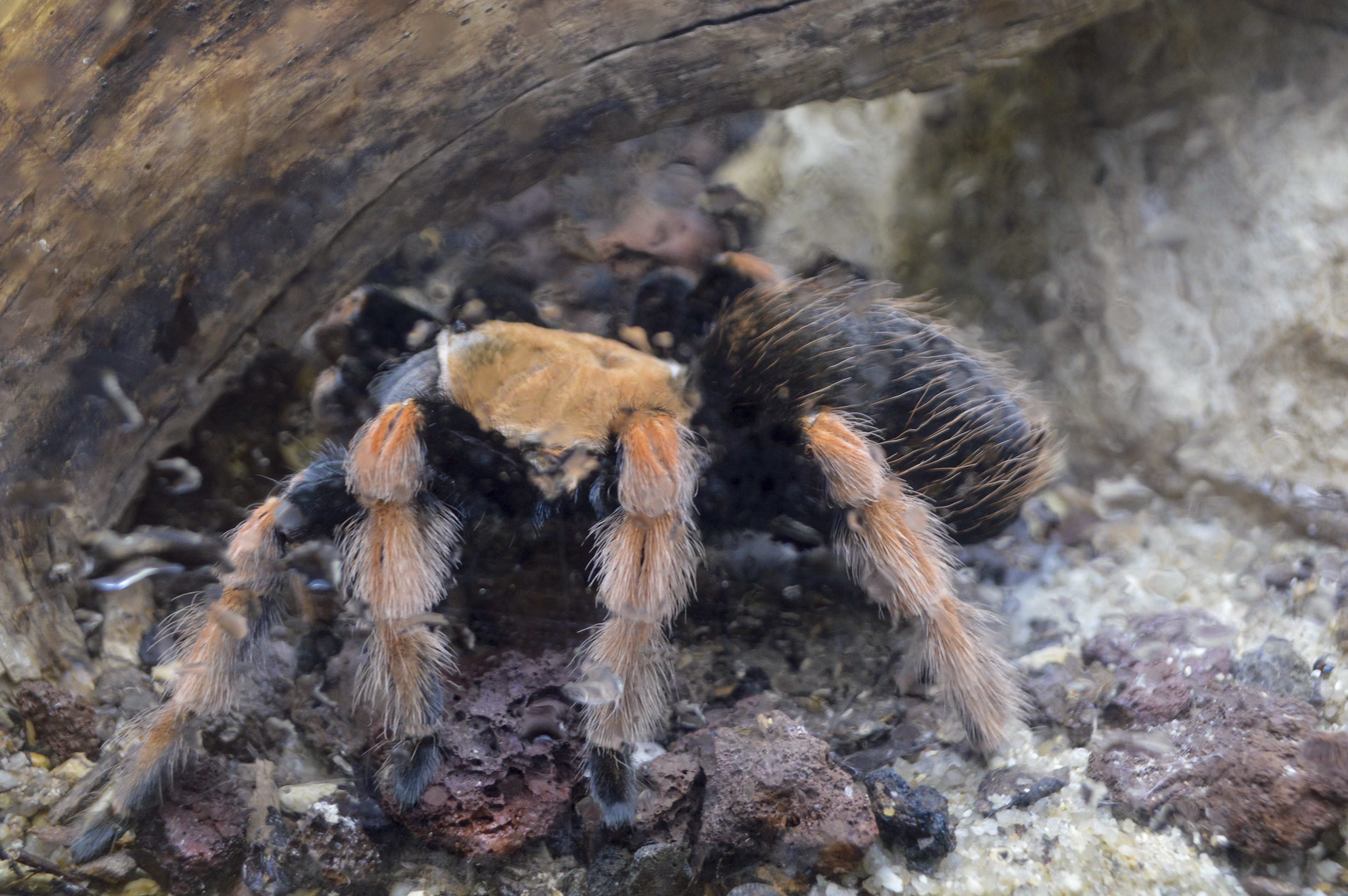
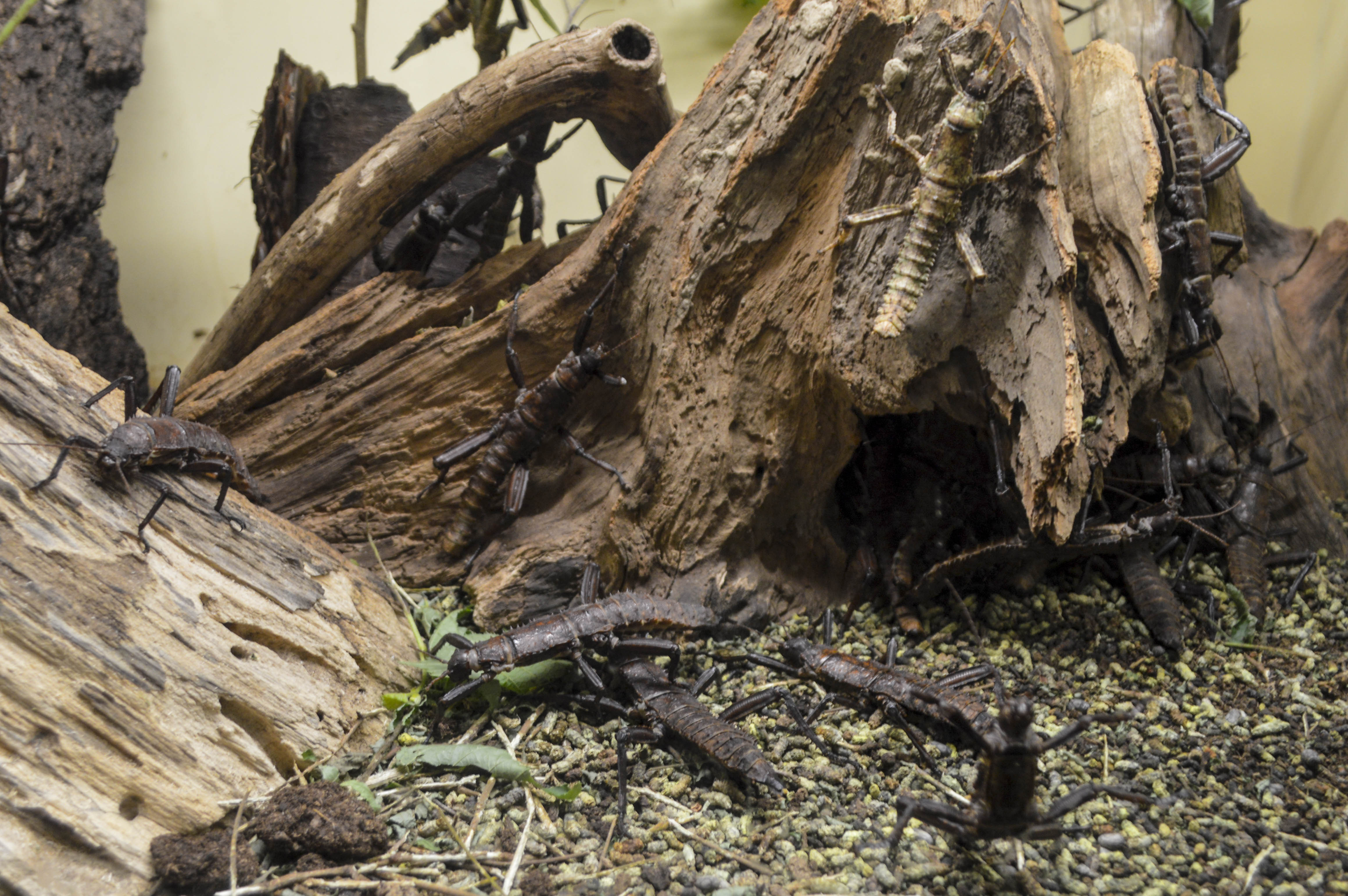

#### Le Noctarium
Il présente l'activité de mammifères nocturnes comme les petits rongeurs.

#### Le Naturalium
Le Naturalium permet de découvrir les principaux maillons de la chaîne de l’évolution du monde animal, des animaux les plus anciens, comme les lamproies, les requins ou le cœlacanthe, aux mammifères évolués, comme le singe ou les hominidés. Ces collections, originellement constituées par l'Université de Franche-Comté, constituent le socle du Muséum.

### Musée de la Résistance et de la Déportation

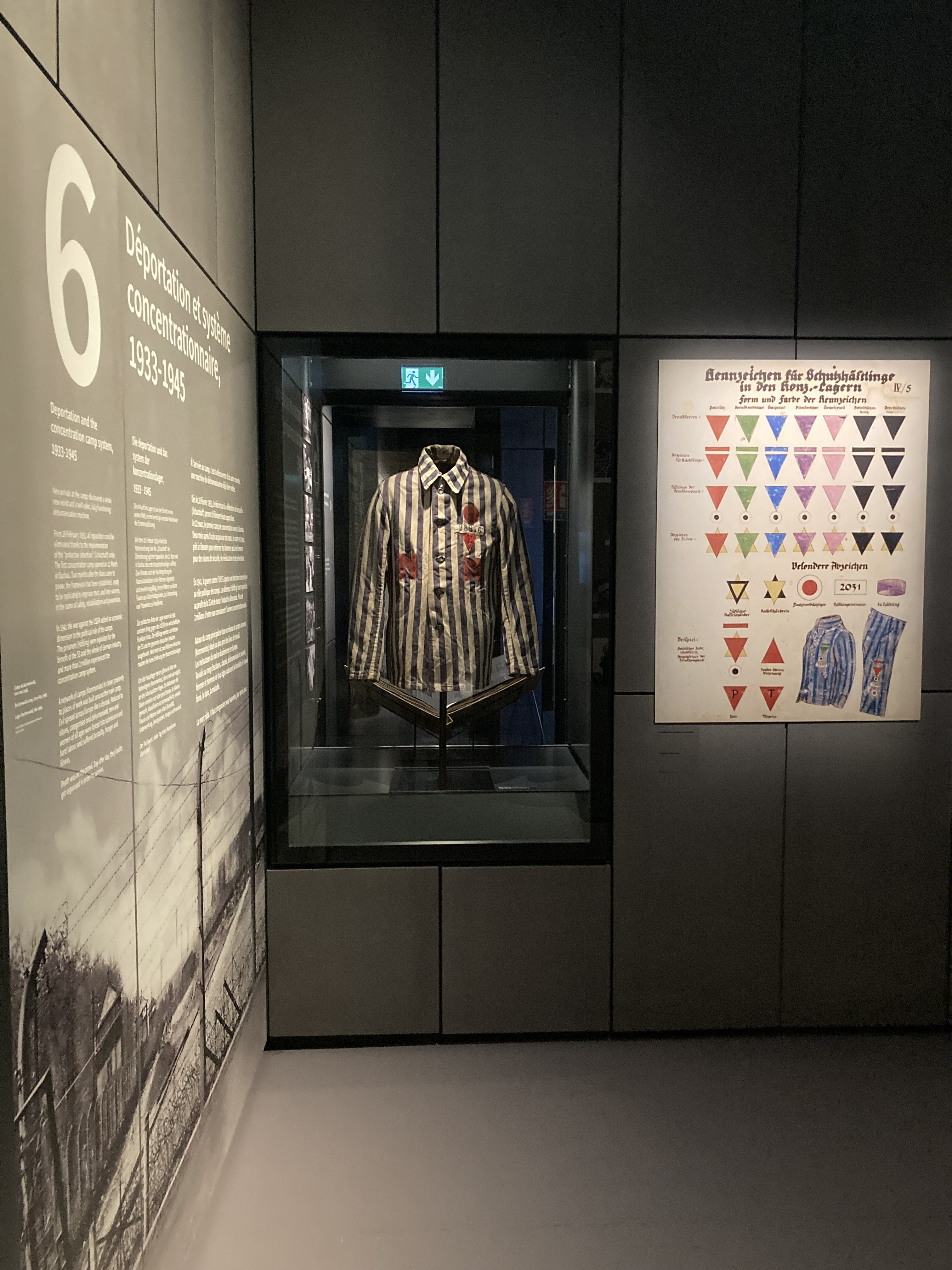
Salle consacrée à la Déportation du musée de la Résistance et de la Déportation.

Ce musée a été créé en 1971 à l'initiative de Denise Lorach (1916-2001), ancienne déportée revenue vivante du camp de concentration de Bergen-Belsen. Il est l'un des cinq premiers de sa catégorie en France (il reçoit en moyenne annuellement 65 000 visiteurs).
Le parcours muséal est réparti en vingt salles et traite, à l'aide de photographies, de textes et de documents originaux, les thèmes liés à la Seconde Guerre mondiale : l'évolution du nazisme depuis son origine, la guerre et le régime de Vichy, la Déportation et la Résistance intérieure française (Franche-Comté, Zone occupée, Zone Libre – non occupée –, Zone interdite, Zone réservée, Zone annexée ; ensemble de l'Europe), la Libération. Le choix de la Citadelle pour ce musée de France est symbolique car cent Résistants y furent fusillés durant l'Occupation. Un mémorial leur est consacré à l'extérieur.
Le Musée est actuellement fermé pour complète rénovation, et rouvrira ses portes en septembre 2023, après de nombreux délais.
Les salles d'art concentrationnaire (accessibles sur demande)
Deux salles d'art concentrationnaire sont dédiées à l'œuvre de Jean Daligault, déporté Nacht und Nebel/Nuit et brouillard, et à celle de Léon Delarbre, résistant déporté. La collection présentée, pour une bonne part, constitue un dépôt du Musée national d'art moderne.
Le Centre de Ressources (accessible sur rendez-vous)
Cet espace met à disposition des publics sa bibliothèque, ses archives, sa banque d'images (comprenant 8 000 négatifs, microfilms, diapositives, cassettes), ses enregistrements sonores, etc. Il compte des fonds d'intérêt national, constitués par l'abbé Joseph de la Martinière et par Germaine Tillion.
Le Service éducatif, animé par un professeur détaché de l’Éducation nationale, est à disposition des enseignants pour préparer une visite ou des travaux d'élèves. Il assure aussi la rédaction d'outils pédagogiques, en lien avec les programmes des classes de cycle 3 jusqu'à la terminale ; il offre également une aide à la préparation du Concours national de la résistance et de la déportation

### Le Musée comtois
Installé depuis 1960 dans le Front royal, le Musée comtois évoque le terroir et l'adaptation humaine ; il rend compte des activités franc-comtoises d'art et de traditions populaires et s'ouvre à l'ethnographie régionale. Tout au long de ses dix-sept salles d'exposition, il décline les hommes et leur environnement et s'attarde sur les aspects de la vie quotidienne aux XIXe et XXe siècles. L'ensemble s'articule autour de quatre thèmes principaux : se nourrir, se divertir, croire et travailler. Le musée possède aussi un important fonds photographique d'ethnographie régionale.
Fondé par Jean Garneret (1907-2002), prêtre dans le département du Doubs à Lantenne-Vertière, qui créera également d'autres musées entre 1943 et 1985 : le Musée paysan à Corcelles (Haute-Saône), le Musée Comtois à Besançon, le "Musée-parc" de Petite-Chaux (Doubs) et le Musée de plein air des Maisons Comtoises à Nancray.

### L'espace Vauban
L'espace Vauban présente Sébastien Le Prestre de Vauban (1633-1707), connu pour ses fortifications imprenables. Les quatre présentations décrivent Vauban, architecte du roi conquérant Louis XIV, les guerres pour le contrôle de la Franche-Comté et la vie des mousquetaires à la Citadelle… L'ensemble des témoignages de l'œuvre de Vauban à Besançon s'intégrait dans la préfiguration de l'inscription au Patrimoine mondial de l'UNESCO.
Un projet visant à l'évolution de cette présentation en centre d'interprétation est aujourd'hui à l'étude.

## Fréquentation
La Citadelle de Besançon est le monument le plus visité de Franche-Comté, accueillant entre 250 000 et 300 000 visiteurs chaque année. Le tableau suivant présente les chiffres de fréquentation pour les dernières années :
| 2001    | 2002    | 2003    | 2004    | 2005    | 2006    | 2007    | 2008    | 2009    | 2010    |
| ------- | ------- | ------- | ------- | ------- | ------- | ------- | ------- | ------- | ------- |
| 242 020 | 277 777 | 276 169 | 275 751 | 257 342 | 222 515 | 274 539 | 262 851 | 248 704 | 233 153 |
| 2011    | 2012    | 2013    | 2014    | 2015    | 2016    | 2017    | 2018    | 2019    | 2020    |
| 256 580 | 244 525 | 268 427 | 299 168 | 286 412 | 270 264 | 281 288 | 260 860 | 274 252 | 126 006 |
| 2021    | 2022    | 2023    | 2024    | 2025    | 2026    | 2027    | 2028    | 2029    | 2030    |
| 162 695 | 257 326 | 281 036 | 291 970 |         |         |         |         |         |         |

Le graphique qui aurait dû être présenté ici ne peut pas être affiché car il utilise l'ancienne extension Graph, désactivée pour des questions de sécurité. Des indications pour créer un nouveau graphique avec la nouvelle extension Chart sont disponibles ici.

## Accès
De par la nature même du site occupé par la Citadelle de Besançon qui lui donne son apparence de forteresse imprenable, l'accès au monument a toujours été problématique.

### Accès piéton
La forteresse est accessible par les itinéraires balisés depuis le cœur de ville.

### Accès routier
Actuellement, l'accès se fait principalement depuis le centre-ville en empruntant des rues étroites et avec une pente importante.

### Accès en bus

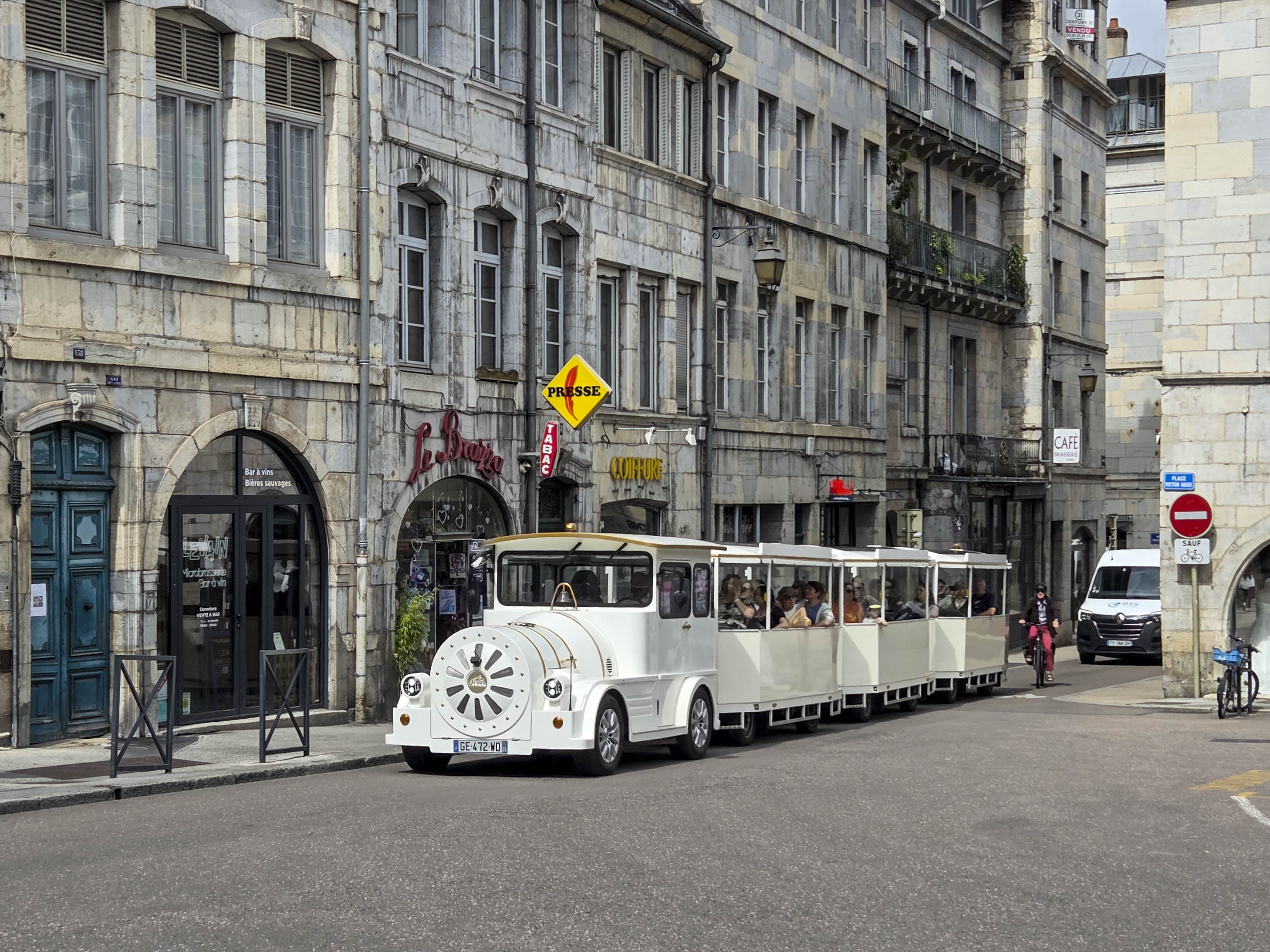
Petit train touristique permettant l'accès à la Citadelle.

De mars à octobre inclus, la citadelle est desservie par la ligne spéciale  Ginko Citadelle  du réseau de bus Ginko depuis le pôle Chamars, à proximité d'un parking de 362 places. Cette ligne permet ainsi de désengorger l'accès au site pour une meilleure gestion des flux. Le temps de parcours est de dix minutes, et la fréquence varie de toutes les dix minutes en haute saison, à toutes les 20 minutes en saison intermédiaire et toutes les 40 minutes en basse saison. Les véhicules circulant sur cette ligne sont 100% électriques.

### Le petit train touristique
Depuis 1988, un petit train routier touristique permet de rejoindre la place forte. À la suite d'un accident survenu le 16 mai 2009 dans la descente de la citadelle, provoquant deux blessés graves, l'exploitation du petit-train avait été arrêtée pendant près de cinq ans pour reprendre en avril 2014.

### Le projet de téléphérique
En 1993, le conseil municipal avait décidé de la construction d'un téléphérique pour accéder à la citadelle. Le projet, dont le coût était estimé à 27 millions de francs prévoyait la création d'une gare basse et de parkings dans la zone des Prés-de-Vaux. En 1996, la commission supérieure des monuments historiques dépendant du Ministère de la Culture rejeta ce projet d'aménagement en préconisant l'étude de solutions alternatives, lui préférant notamment un projet de funiculaire souterrain partant de Rivotte pour déboucher au niveau de la demi-lune du Front Royal. Le conseil municipal acte l'abandon définitif du projet lors de sa séance du 23 mars 1998. Des projets de téléphérique refont surface dans le programme de certains candidats lors des élections municipales de 2014 et 2020.